# Lexicon of Musical Invective
Vous lisez un « bon article » labellisé en 2016.
Le Lexicon of Musical Invective (« Lexique d'invectives musicales ») est un ouvrage musicologique américain de Nicolas Slonimsky paru en 1953. Une seconde édition revue et augmentée est parue en 1965. L'ouvrage se présente comme une anthologie de critiques musicales négatives, adressées d'une part à des œuvres de musique classique qui ont été par la suite reconnues comme des chefs-d'œuvre, et d'autre part à des compositeurs aujourd'hui considérés comme des maîtres, depuis Beethoven jusqu'à Varèse.
Ces critiques sont classées selon un classement alphabétique des compositeurs, de Bartók à Webern, et dans l'ordre chronologique pour chacun d'entre eux. L'ouvrage contient un index nommé Invecticon, ou « Index d'invectives », avec une liste de mots-clefs thématiques qui vont d'« aberration » à « zoo » et renvoient aux critiques qui les emploient.
Cette présentation permet au musicologue d'exposer les méthodes et le style employés dans la presse — allant de la critique en vers à des comparaisons inattendues, provoquant un effet comique — pour rendre ridicules les œuvres de musique nouvelle auprès des lecteurs. La juxtaposition de ces critiques, mettant en perspective sur deux siècles des tendances esthétiques différentes, témoignant seulement d'une même opposition envers la nouveauté en arts, provoque en retour un comique de répétition.
L'auteur propose un fil conducteur pour cette anthologie humoristique dans un Prélude intitulé « Non-acceptation de l'inhabituel » (« Non-Acceptance of the Unfamiliar »). L'édition parue en 2000 est augmentée d'un avant-propos de Peter Schickele intitulé « Si vous n'avez rien de gentil à dire, venez vous asseoir à côté de moi » (« If you can't think of something nice to say, come sit next to me ») qui analyse les thèses de Slonimsky, sur le même ton, et invite le lecteur à un certain second degré.
Le Lexicon of Musical Invective est un ouvrage de référence, notamment pour les biographes de compositeurs du XIXe siècle et de la première moitié du XXe siècle. Ses articles fournissent l'essentiel des références musicologiques du Dictionnaire de la bêtise et des erreurs de jugement de Guy Bechtel et Jean-Claude Carrière, publié en 1965. L'ouvrage a été traduit en espagnol par Mariano Peyrou, sous le titre Repertorio de vituperios musicales, en 2016. Les concepts élaborés par Nicolas Slonimsky pour la musique classique sont repris aujourd'hui dans le domaine du rock, de la pop et d'autres courants musicaux plus récents.

## Contexte
Le projet du Lexicon of Musical Invective et la collecte de critiques musicales négatives s'étendent sur plus de vingt ans, au gré des hasards de la carrière de Nicolas Slonimsky, brillant élève du Conservatoire de Saint-Pétersbourg, et de ses rencontres avec les plus importants compositeurs de son temps.

### Un musicien russe en exil
La révolution d'Octobre surprend Nicolas Slonimsky à Petrograd, sa ville natale. La situation se dégrade rapidement : « À partir de l'été 1918, la ville était comme morte », déclare-t-il dans son autobiographie. Dans la tourmente des derniers mois de la Première Guerre mondiale et du début de la guerre civile russe, le jeune musicien juif n'a plus d'autre choix que de fuir la Russie. De fait, la terreur blanche et la terreur rouge manifestent un même antisémitisme, encourageant pogroms et massacres,.
Nicolas Slonimsky se rend d'abord à Kiev, où il prend soin de la famille du pianiste et compositeur Alexandre Scriabine, mort trois ans plus tôt, au sein d'une communauté d'intellectuels qui comprend également l'écrivain et musicologue Boris de Schlœzer. Fondateur d'une « Société Scriabine » pour éviter l'expulsion de toute sa famille par les bolcheviks, Slonimsky mène les recherches lors de la disparition de Julian Scriabine, âgé de onze ans, et identifie son corps noyé dans des circonstances toujours non élucidées.
L'exil le conduit ensuite à Yalta, Constantinople et Sofia. Il arrive à Paris en 1921, où il entre au service du chef d'orchestre Serge Koussevitzky pour quelque temps. Cette situation lui permet de nouer des liens d'amitié avec de nombreux compositeurs russes émigrés, de Stravinsky à Prokofiev, mais ses relations avec Koussevitzky sont orageuses, et il accepte une offre de l’Eastman School of Music de Rochester en 1923.

### L'avant-garde musicale en Amérique

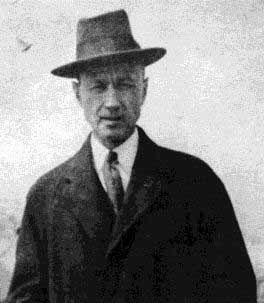
Charles Ives en 1913.
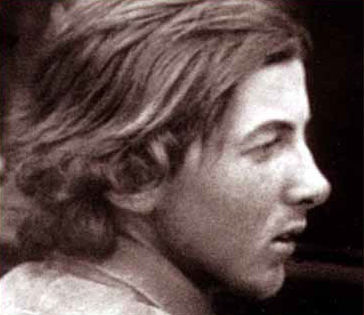
Henry Cowell vers 1917.
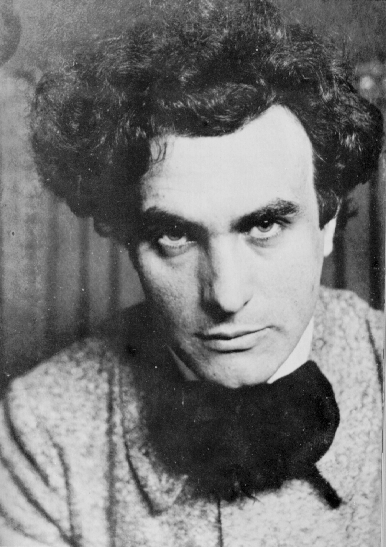
Edgard Varèse en 1910.
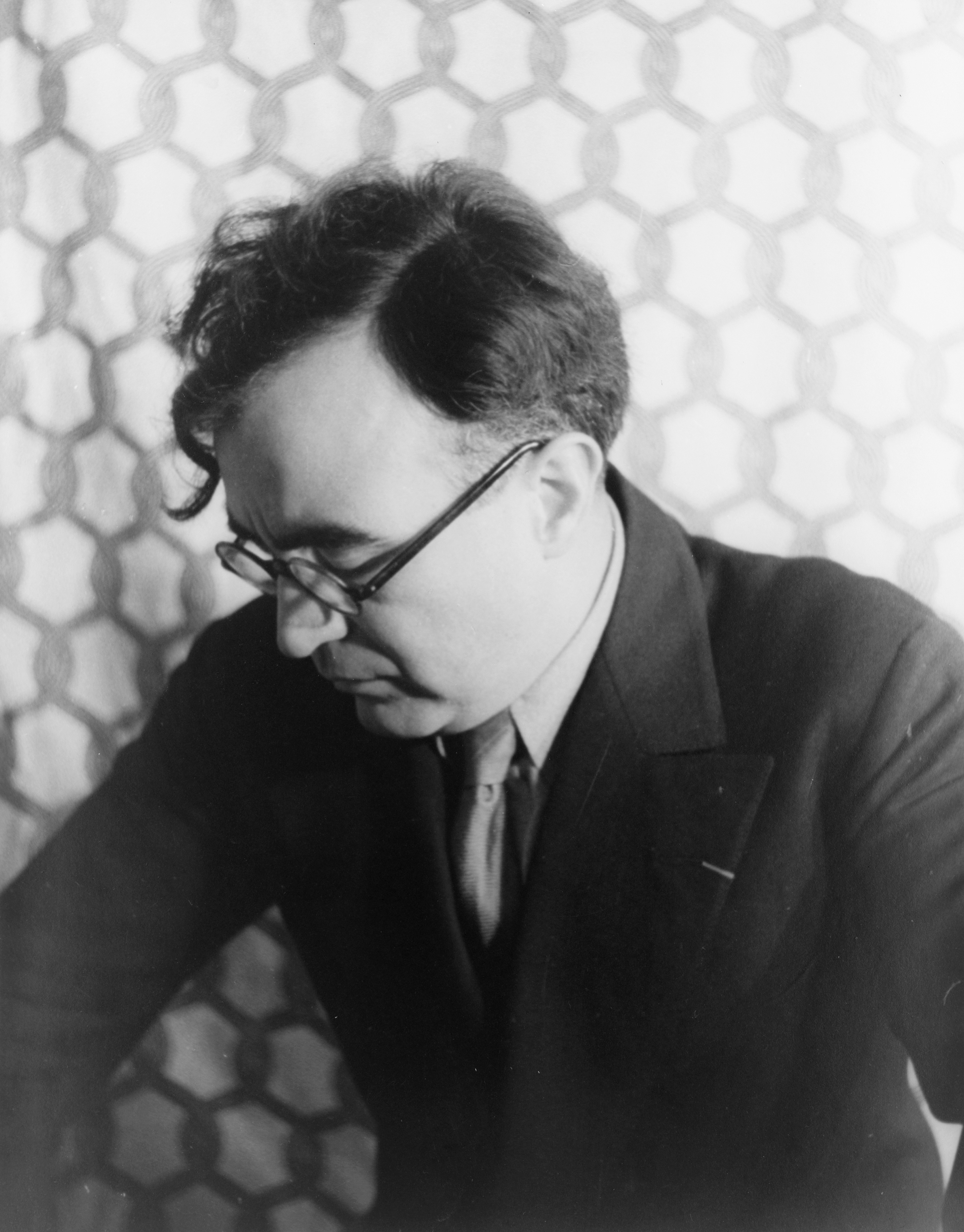
Carlos Chávez en 1937 par Carl Van Vechten.

La vie aux États-Unis enthousiasme le jeune musicien russe, qui connaît enfin la sécurité ainsi qu'un début d'aisance matérielle. Nicolas Slonimsky s'initie à la direction d'orchestre, et ses premiers concerts sont couronnés de succès. Serge Koussevitzky fait de nouveau appel à lui comme assistant, et il se fixe à Boston à partir de 1927. C'est ainsi qu'il prend contact avec les compositeurs américains les plus importants des années 1920-1930.
Le plus célèbre est George Gershwin, qu'il présente à Aaron Copland, mais le plus actif parmi les musiciens d'avant-garde est Henry Cowell, qui publie un article très remarqué dans la revue Æsthete Magazine, intitulé « Four little known modern composers [Quatre compositeurs modernes peu connus] : Chávez, Ives, Slonimsky, Weiss ». Dès lors, Nicolas Slonimsky entreprend de révéler au public la musique de ses amis, dont il a immédiatement reconnu le génie créateur.
En 1928, Henry Cowell le présente à Charles Ives et Edgard Varèse, deux personnalités qui le marquent profondément. Durant les cinq années suivantes, il présente leurs œuvres en public aux États-Unis et en Europe, parmi des pièces de Cowell, Chávez, Carl Ruggles, Wallingford Riegger et Amadeo Roldán. Les concerts suivants méritent d'être signalés :
- Three Places in New England d'Ives, à New York, le 10 janvier 1931[P 28] (première audition mondiale).
- Intégrales de Varèse, à Paris, le 6 juin 1931[P 29].
- Arcana de Varèse, à Paris, le 25 février 1932[P 30] (première audition européenne).
- Ionisation de Varèse, au Carnegie Hall de New York, le 6 mars 1933[1] (première audition mondiale).
- Ecuatorial de Varèse, à New York, le 15 avril 1934[2] (première audition mondiale).

Dans sa biographie de Varèse, Odile Vivier mentionne les concerts parisiens de 1931-1932 : « Ces œuvres furent presque unanimement appréciées. Malheureusement, les concerts furent rares ».

### Concerts et critiques
Ces concerts américains et européens ont lieu en grande partie grâce au financement de Charles Ives, qui avait fait fortune dans les assurances. Profitant des taux de change très favorables au dollar américain au début des années 1930, Nicolas Slonimsky entreprend une série de concerts à Paris, puis à Berlin, avant d'être engagé au Hollywood Bowl de Los Angeles — contrat qui se révèle désastreux, en raison des goûts très conservateurs des dames patronnesses finançant traditionnellement ces concerts. Sa carrière de chef d'orchestre prend fin brutalement. Il se tourne alors vers la musicologie, passant, selon son expression, « du bâton à la plume ».
Certains de ses concerts constituent des événements importants, à défaut d'être des créations mondiales. Ainsi, Nicolas Slonimsky dirige le 1er Concerto pour piano de Bartók à Paris, le 21 février 1932, avec le compositeur au piano. Il rencontre Darius Milhaud, Paul Le Flem et Florent Schmitt, qui tiennent la critique dans Comœdia et Le Temps. Or, la réaction des critiques français et allemands l'étonne presque autant que la musique qu'il présente déroute les auditeurs. Dans son autobiographie, rédigée en 1988, il revient sur « l'extraordinaire torrent d'invectives » déclenché par une pièce « pourtant bien inoffensive » de Wallingford Riegger :

« Cela ressemble au bruit que ferait une horde de rats torturés lentement et accompagnés, de temps en temps, par les meuglements d'une vache mourante. »

— Walter Abendroth, Allgemeine Musikzeitung, Berlin, 25 mars 1932.
Cette évocation, qu'il juge « surréaliste », l'encourage à constituer une collection d'articles violemment critiques mais rédigés dans un style brillant — premiers éléments du futur Lexicon. Pour le soixante-dixième anniversaire de Schönberg, en 1944, Nicolas Slonimsky offre au compositeur autrichien une copie des articles les plus « outrageants » qu'il a déjà rassemblés à son sujet, « cadeau empoisonné » reçu avec humour par l'auteur de Pierrot lunaire.
Le dernier événement catalyseur, pour le musicologue, est la rédaction d'une vaste chronologie intitulée Music since 1900, pour laquelle il lit de nombreux articles de journaux du XIXe siècle et du XXe siècle, dans les bibliothèques de Boston et de New York. Parmi ses « trouvailles préférées », le chercheur retient l'article suivant :

« L'intégralité des œuvres de Chopin présente un aspect hétéroclite de divagations, d'hyperboles et de cacophonie insoutenable. Quand il n'est pas si singulier, il ne vaut guère mieux que Strauss ou n'importe quel assembleur de valses… Il y a cependant de quoi excuser les déliquescences de Chopin ; il est pris dans les trames de cette archi-enchanteresse, George Sand, également célèbre pour le nombre et l'excellence de ses amourettes et de ses amants ; ce qui ne nous étonne pas moins, c'est que cette dernière, qui a su conquérir jusqu'au sublime et terrible démocrate religieux Lamennais, puisse se contenter d'une quantité négligeable et artificielle comme Chopin. »

— Musical World, Londres, 28 octobre 1841.
En 1948, le recueil d'anecdotes musicales qu'il publie (Slonimsky's Book of Musical Anecdotes) consacre une section à des critiques « plaisantes et déplaisantes », retenues pour leur brièveté — « Les musiciens peuvent jouer la Symphonie no 5 de Tchaïkovski les yeux fermés, et c'est souvent ainsi qu'ils la jouent », par exemple, ou « La Valse minute de Chopin fait passer un mauvais quart d'heure ».
L'année suivante, Carl Engel présente Nicolas Slonimsky comme un « beagle lexicographique, d'un odorat et d'une vue acérés », dans sa préface du Baker's Biographical Dictionary of Musicians.

## Présentation

### DuLexiqueà l'Index
Nicolas Slonimsky définit son Lexicon comme une « anthologie d'attaques de la critique envers des compositeurs depuis l'époque de Beethoven. Le critère de sélection retenu est exactement le contraire de ce que fait un agent de presse : au lieu de découper les phrases pouvant passer pour flatteuses, prises hors de leur contexte, dans une critique autrement mitigée, le Lexicon cite des jugements partiaux, injustes, malveillants et singulièrement peu prophétiques ».
L'auteur explique, en introduction, comment effectuer une recherche dans le Lexicon :
1. Les compositeurs sont présentés selon un classement alphabétique, de Bartók à Webern. Pour chacun d'entre eux, les critiques sont rangées dans l'ordre chronologique ;
2. Une section intitulée Invecticon, ou « Index d'invectives », propose une liste d'entrées thématiques réunissant des articles selon un mot clef, d'« aberration » à « zoo ».

Certains mots clefs font l'objet de précisions, telles que « en musique » ou « dans un sens péjoratif ». Non sans humour, Nicolas Slonimsky invite dès l'introduction à vérifier le fonctionnement de cet index avec l'entrée « laid » (ugly) qui renvoie aux pages et aux compositeurs suivants : « Pratiquement tout le monde dans ce livre, à partir de Beethoven ».
L'auteur reconnaît que certaines critiques ont été retenues pour leur caractère insolite et piquant : il ne lui déplaît pas de voir en Vincent d'Indy, qui fut le premier professeur de composition d'Edgard Varèse, le « beau-père de la dissonance, », comme en Stravinsky l'« homme des cavernes de la musique » et en Webern le « Kafka de la musique moderne ».

### Compositeurs invectivés
Le Lexicon of Musical Invective réunit des articles consacrés à quarante-trois compositeurs du XIXe siècle et du XXe siècle.
- Béla Bartók
- Ludwig van Beethoven
- Alban Berg
- Hector Berlioz
- Georges Bizet
- Ernest Bloch
- Johannes Brahms
- Anton Bruckner
- Frédéric Chopin
- Dmitri Chostakovitch
- Aaron Copland
- Henry Cowell
- Claude Debussy
- César Franck
- George Gershwin
- Charles Gounod
- Roy Harris
- Vincent d'Indy
- Ernst Křenek
- Franz Liszt
- Gustav Mahler
- Darius Milhaud
- Modeste Moussorgski
- Sergueï Prokofiev
- Giacomo Puccini
- Sergueï Rachmaninov
- Maurice Ravel
- Max Reger
- Wallingford Riegger
- Nikolaï Rimski-Korsakov
- Carl Ruggles
- Camille Saint-Saëns
- Arnold Schönberg
- Robert Schumann
- Alexandre Scriabine
- Jean Sibelius
- Richard Strauss
- Igor Stravinsky
- Piotr Ilitch Tchaïkovski
- Edgard Varèse
- Giuseppe Verdi
- Richard Wagner
- Anton Webern

### Limites du champ d'investigations
Le compositeur et musicologue Peter Schickele s'interroge, dans son avant-propos à l'édition du Lexicon en 2000 : « Pourquoi commencer avec Beethoven ? » Considérant l'argumentation de l'auteur, il retient deux raisons également valables :
1. L'apparition d'une presse à grand tirage en Europe, à la suite de la révolution française, modifiant les rapports entre l'artiste et le public, en plaçant le critique dans une position stratégique privilégiée[N 4] ;
2. Le double idéal romantique incarné par Beethoven : celui du génie foudroyé, et de l'artiste opposé à la société de son temps[S 1].

Peter Schickele cite le musicologue H.C. Robbins Landon, à propos de la création de la Symphonie « militaire » de Haydn : « Elle constituait l'exemple par excellence d'une composition parfaitement intégrée à la société qui l'entendit. Ce fut peut-être la dernière fois, dans l'histoire de la musique, où le public comprit et apprécia complètement une grande œuvre dès sa première audition ». Peu convaincu, il considère cette déclaration « provocante ». Guy Sacre confirme pourtant cette opinion : « C'est de Beethoven que date le décalage qu'on a coutume d'observer entre un artiste et son public ».
Même parmi les compositeurs du XIXe siècle, Peter Schickele s'étonne de l'absence de Schubert parmi les victimes des critiques assassines du Lexicon : « Comment cela se fait-il ? Est-ce parce que personne ne déteste Schubert ? (Impossible : Tout le monde est au moins détesté par quelqu'un) ». L'hypothèse qu'il retient est que la musique de Schubert avait peu attiré l'attention des critiques de New York et de Boston, « terrain de chasse privilégié de Slonimsky » pour composer son anthologie.

## Examen
Guidé par un souci de conserver les articles de critique musicale dans leur intégralité, autant qu'il était possible, Nicolas Slonimsky préfère proposer des clefs de lecture plutôt qu'un classement thématique. Cette approche a été envisagée par d'autres musicologues, dans une même optique, faisant observer une récurrence des mêmes accusations portées envers les compositeurs. Henry-Louis de La Grange, spécialiste de Mahler en France, reprend ainsi une liste établie par Wolfgang Dömling des « reproches les plus fréquemment adressés à Berlioz dans la presse de son époque », liste qu'il estime « riche de troublantes coïncidences » : 
1. Bizarrerie. Excentricité. Manque de cohérence et d’organisation ;
2. Laideur. Absence de sens du beau ;
3. Tendance au gigantisme, au colossal, pour conquérir l’auditeur par l’assaut des masses sonores ;
4. Froideur du sentiment ;
5. Insuffisance de la technique au point de vue mélodique, harmonique et polyphonique ;
6. Goût de l'effet que Richard Wagner appelle « sans cause ».

Selon La Grange, « toutes ces accusations ont été également lancées contre Mahler, à l'exception de la cinquième, car ce n’est pas l'insuffisance mais l'excès de la technique que dénonçaient les détracteurs, convaincus de toucher du doigt une virtuosité dont le seul objet est de dissimuler le manque d'inspiration », véritable topos de la critique musicale.
Le Lexicon of Musical Invective, dans son approche des rapports conflictuels entre compositeurs et critiques musicaux, réalise une synthèse des analyses consacrées à l'accueil critique d'un compositeur donné. Nicolas Slonimsky cite comme « le premier lexique d'invectives musicales, limité à des protestations anti-wagnériennes », la compilation réalisée en 1877 par Wilhelm Tappert, rédacteur en chef de l'Allgemeine deutsche Musikzeitung — sous le titre « interminable » Ein Wagner-Lexicon, Wörterbuch der Unhöflichkeit, enthaltend grobe, höhnende, gehässige und verleumderische Ausdrücke welche gegen den Meister Richard Wagner, seine Werke und seine Anhänger von den Feinden und Spöttern gebraucht worden sind, zur Gemütsergötzung in müssigen Stunden gesammelt — dont les entrées thématiques donnent « la mesure de ce que les critiques peuvent faire à un homme qu'ils détestent ».

### De grands maîtres mauvais élèves

#### Impuissance ou ignorance

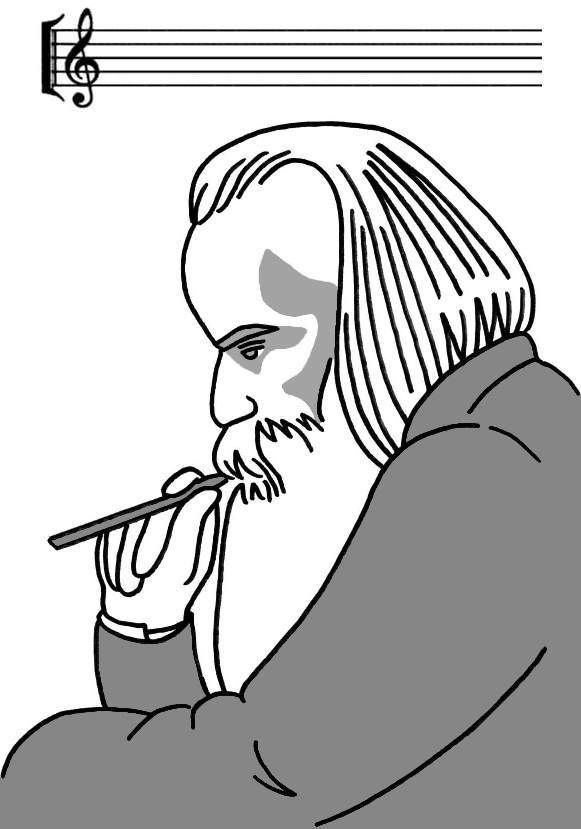
Brahms peu inspiré…
Non sans humour, le compositeur prétendait que ses meilleures idées lui venaient le matin, lorsqu'il cirait ses chaussures.

Selon les critiques retenues dans le Lexicon of Musical Invective, la palme de l'« impuissance » revient à Johannes Brahms :

« Comme Dieu le Père, Brahms s'est attaché à créer quelque chose à partir de rien… Assez de ce sinistre jeu ! Il suffira de savoir que Monsieur Brahms est parvenu à trouver, dans sa Symphonie en mi mineur, le langage qui exprime le mieux son désespoir latent : le langage de la plus profonde impuissance musicale. »

— Hugo Wolf, Salonblatt, Vienne, 31 janvier 1886.

« Les sympathies que Brahms provoque ici et là m'avaient longtemps semblé une énigme, jusqu'à ce que, pratiquement par hasard, j'en aie déterminé le type humain. Il souffre de la mélancolie de l'impuissant. »

— Friedrich Nietzsche, 2d post-scriptum au Cas Wagner, 1888.

« À une ou deux occasions, Brahms parvient à exprimer une émotion originale, et cette émotion naît d'un sentiment de désespoir, de deuil, de mélancolie, qui s'est imposé à lui par la conscience de sa propre impuissance musicale. »

— J. F. Runciman, Musical Record, Boston, 1er janvier 1900, à propos du 2d Concerto pour piano, op.83.
L'auteur du Requiem allemand n'est pas le seul à souffrir de ce travers, qui relève plus souvent de l'ignorance même des règles de composition. De ce point de vue, Moussorgski est le modèle achevé du « musicien sans éducation musicale » :

« Ses moyens se limitent à une palette de couleurs qu'il mélange et brosse indistinctement sur sa partition, sans considérations de beauté harmonique ou d'élégance dans la réalisation. La grossièreté qui en résulte est la meilleure preuve de son ignorance de l'art musical. »

— Alexandre Famintsyne, Musikalnyi Listok, Saint Petersbourg, 15 février 1874.

« Tels sont les principaux défauts de Boris Godounov : récitatifs hachés, discours musical décousu, produisant l'effet d’un pot-pourri… Ces défauts sont la conséquence de son immaturité, de ses méthodes de composition brouillonnes, complaisantes et inconsidérées. »

— César Cui, Sankt Petersburg Vedomosti, Saint Petersbourg, 18 février 1874.

« Moussorgsky se vante d’être illettré en musique, il est fier de son ignorance. Il se précipite sur toute idée qui lui vient, réussie ou manquée… Quel triste spectacle ! »

— Tchaïkovski, lettre à Nadejda von Meck, 5 janvier 1878.

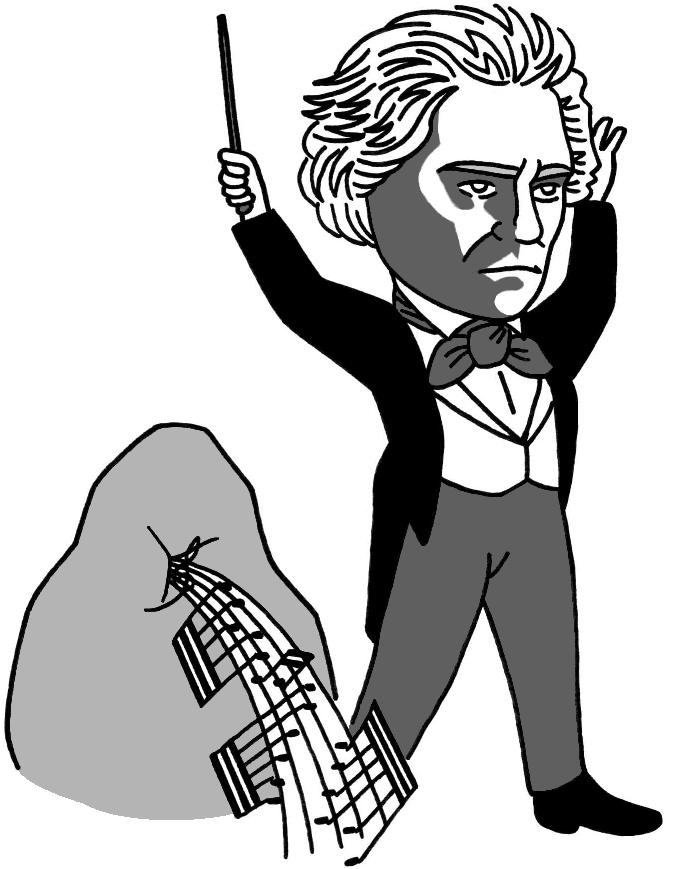
Beethoven, source troublée d'où sont sortis tous les mauvais musiciens.

Inversement, un professeur de composition renommé comme Vincent d'Indy peut se voir retirer ses diplômes :

« La Symphonie (????) de d'Indy nous paraît si démesurément choquante que nous hésitons à exprimer franchement notre opinion. Il est évident que tous les traités d'harmonie n'ont pas plus de valeur que du papier d'emballage, qu'il n'y a plus de règles, et qu'il doit exister un Onzième Commandement pour le compositeur — Toute beauté tu éviteras. »

— Louis Elson, Boston Daily Advertiser, Boston, 8 janvier 1905, à propos de la Symphonie no 2, op. 57.
Même de « bons élèves » ne trouvent pas encore grâce aux yeux des censeurs, puisqu'il paraît évident qu'ils ont retenu la leçon de « mauvais maîtres » :

« M. Gounod a le malheur d'admirer certaines parties des derniers quatuors de Beethoven. C'est la source troublée d'où sont sortis tous les mauvais musiciens de l'Allemagne moderne, les Liszt, les Wagner, les Schumann, sans omettre Mendelssohn pour certaines parties de son style. »

— Paul Scudo, la Revue des Deux Mondes, Paris, 15 mars 1862.

« M. Debussy a peut-être tort de se confiner dans l'étroitesse d'un système. Il est probable que ses imitateurs navrants, les Ravel, les Caplet, ont contribué pour beaucoup à détourner de lui les foules dont la faveur est si fugace. »

— Louis Schneider, Gil Blas, Paris, 21 février 1910, à propos des Images pour orchestre.

« La musique d'Alban Berg est quelque chose de ténu, de cérébral, de laborieux et d'emprunté, diluée dans celle de Schönberg qui, en dépit de son nom [littéralement : « Belle montagne »], ne vaut pas mieux que son élève. »

— Olin Downes, The New York Times, 29 octobre 1926.

#### Folies musicales
Dans bien des cas, le critique musical ne se contente plus d'écouter mais ausculte une œuvre présentée en concert, et propose un véritable diagnostic pour prévenir les auditeurs d'un mal qui pourrait devenir contagieux :

« La sauvagerie de la mélodie comme de l'harmonie de Chopin sont devenues, pour la plus grande part, excessives… On ne saurait imaginer de musicien, à moins qu'il n'ait acquis un goût malsain pour le bruit, la confusion et la dissonance, qui ne soit déconcerté par l'effet de la 3e Ballade, ou de la Grande Valse, ou des huit Mazurkas. »

— Dramatic and Musical Review, Londres, 4 novembre 1843.

« M. Verdi est un musicien de décadence. Il en a tous les défauts, la violence du style, le décousu des idées, la crudité des couleurs, l'impropriété du langage. »

— Paul Scudo, la Revue des Deux Mondes, Paris, 15 décembre 1856.

« La musique de Schumann manque de clarté… Le désordre et la confusion envahissent parfois jusqu'aux meilleures pages du musicien, comme hélas ! ils ont envahi plus tard le cerveau de l'homme. »

— Le Ménestrel, Paris, 15 février 1863.

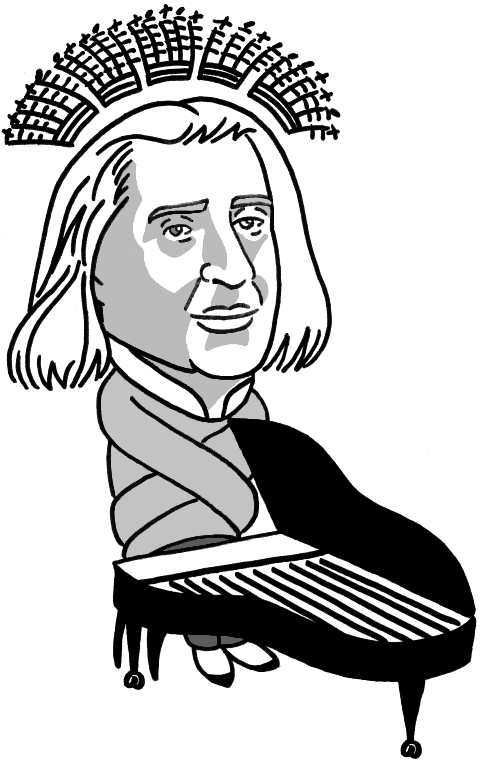
Liszt stop.

Si le mal paraît sans remède, le Lexicon propose une entrée « Bedlam », du nom du célèbre hôpital psychiatrique de Londres, parmi d'autres termes de référence pour caractériser la folie des compositeurs :

« Si tous les fous de Bedlam prenaient soudain d'assaut le monde entier, nous n'en verrions pas de meilleur signe annonciateur que dans cette œuvre. Dans quel état d'esprit se trouvait Berlioz lorsqu'il composa cette musique ? Nous ne le saurons probablement jamais. Cependant, si jamais le génie et la folie se sont confondus, ce fut lorsqu'il écrivit La Damnation de Faust. »

— Home Journal, Boston, 15 mai 1880.

« Liszt est quelqu'un de tout-à-fait ordinaire, avec ses longs cheveux — un snob tout droit sorti de Bedlam, qui écrit la musique la plus laide qui soit. »

— Dramatic and Musical Review, Londres, 7 janvier 1843.

« Même dans ses passages les plus communs, Strauss jette constamment des fausses notes, peut-être pour en dissimuler le caractère trivial. Après quoi la sauvage cacophonie touche à son terme, comme à Bedlam. Ce n'est pas de la musique, c'est une dérision de la musique. Et cependant, Strauss a ses admirateurs. Comment expliquez-vous cela ? »

— César Cui, lettre du 5 décembre 1904, à propos de la Sinfonia Domestica, op.53.

En dernier recours, le critique s'en remet au jugement autrement autorisé d'un spécialiste. Dans sa critique du 29 novembre 1935 pour le New York Times, Olin Downes considère que Lulu de Berg présente, avec ses « vols, suicides, meurtres, et cette prédilection pour un érotisme malade, un sujet d'étude prometteur pour un Freud ou un Krafft-Ebing musical ».

### Tous les dégoûts sont dans la Nature

#### La cuisine des musiciens

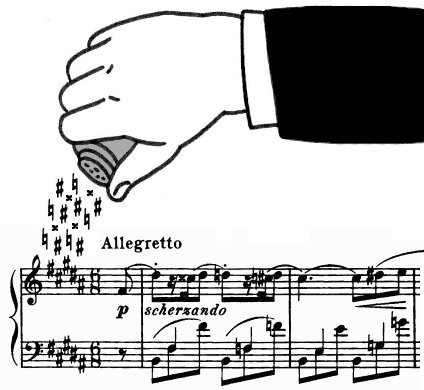
Chopin stop

Assimiler une tonalité très éloignée de do majeur ou une note étrangère à une forme d'« épice musicale » est un lieu commun dans le vocabulaire musicologique. Le Lexicon renseigne certaines critiques au moyen d'entrées culinaires. On trouve ainsi, à l'article « Poivre de Cayenne » :

« Field ajoute des épices à son repas, Monsieur Chopin jette une poignée de poivre de Cayenne… Encore une fois, Monsieur Chopin n'a pas manqué de choisir les tonalités les plus étranges, si bémol mineur, si majeur, et bien évidemment mi bémol majeur ! »

— Ludwig Rellstab, Iris, Berlin, 2 août 1833, comparant les Nocturnes op. 9 de Chopin à ceux de John Field.

« Le vinaigre, la moutarde et le poivre de Cayenne sont des condiments nécessaires dans l'art culinaire, mais je me demande si même les wagnériens accepteraient de ne se servir que de cela pour préparer leur repas. »

— Lettre adressée à l'éditeur du Musical World, New York, 16 septembre 1876.

« Presque toute la musique de Bloch éclate dans la bouche, de curry, de gingembre et de poivre de Cayenne, même lorsqu'on serait en droit d'attendre de la vanille ou de la crème fouettée… »

— Evening Post, New York, 14 mai 1917.
Dans un compte-rendu de concert à Cincinnati, le 18 mai 1880, la musique de Wagner est présentée comme « plus indigeste qu'une salade de homard ». Nikolaï Soloviev considère que le Concerto pour piano no 1 de Tchaïkovski est raté « comme la première crêpe que l'on fait sauter dans la poêle » et Paul Rosenfeld assimile le Concerto pour piano no 2 de Rachmaninov à « un festin funèbre de miel et de confitures ». Après une audition d’Ionisation au Hollywood Bowl, sous la direction de Nicolas Slonimsky, le futur musicologue reçoit la note suivante :

« Après avoir entendu Ionisation de Varèse, je souhaiterais que vous considériez une composition que j'ai réalisée pour deux fours et un évier. J'ai appelé cela Concussion Symphony, pour décrire la désintégration d'une pomme de terre sous l'influence d'un puissant atomiseur. »

— Note anonyme, Hollywood, 16 juin 1933.
Le Lexicon ne manque pas de consacrer encore quelques références aux boissons fortes, ou « digestifs indigestes » :

« Ce pauvre Debussy, pris en sandwich entre Brahms et Beethoven, a paru plus faible encore que d'ordinaire. Nous ne pouvons croire que tous ces extrêmes d'extase sont naturels ; cela paraît forcé et hystérique ; c'est de l'absinthe musicale. »

— Louis Elson, Daily Advertiser, Boston, 2 janvier 1905, à propos du Prélude à l'Après-midi d'un faune.

« Considérée comme une drogue, il ne fait aucun doute que la musique de Scriabine a une certaine importance, mais elle est bien inutile. Nous avons déjà la cocaïne, la morphine, le haschich, l'héroïne, l'anhalonium et d'innombrables autres produits, pour ne rien dire de l'alcool. Cela suffit, sans doute. Et cependant, nous n'avons qu'une musique. Pourquoi serions-nous obligés de dégrader un art en une forme de narcotique spirituel ? En quoi est-ce plus artistique d'employer huit cors et cinq trompettes plutôt que de boire huit brandies et cinq double whiskies ? »

— Cecil Gray, répondant à un sondage réalisé en 1924 sur la musique contemporaine.

#### Ménagerie musicale
Sans quitter le domaine des sons, les comparaisons entre sonorités instrumentales et cris d'animaux viennent aisément sous la plume des critiques, avec une remarquable variété zoologique : en 1948, le recueil d'anecdotes musicales de Nicolas Slonimsky consacrait déjà une section au « Carnaval des animaux », sans rapport avec l'œuvre de Saint-Saëns. Ainsi, Prokofiev est « le vilain petit canard de la musique russe », la 1re Mephisto-Valse de Liszt est une « musique de sanglier », le Quatrième quatuor à cordes de Bartók évoque « le cri d'alarme d'une poule affolée par un Scottish terrier », Elektra de Strauss fait alterner « le couinement des rats, le grognement des porcs, le meuglement des vaches, le miaulement des chats et les rugissements d’animaux sauvages », tandis que les Cinq pièces pour orchestre de Webern suggèrent une « activité d'insectes ».

« La pensée de Beethoven, dans le finale du Treizième quatuor, est semblable à une pauvre hirondelle qui voltige incessamment, à vous fatiguer l'œil et l'oreille, dans un appartement hermétiquement fermé. »

— Henri Blanchard, Revue et gazette musicale de Paris, 15 avril 1849.

« Je ne peux comparer le Carnaval romain de Berlioz qu'aux gambades et aux balbutiements d'un grand babouin surexcité, sous l'effet d'une forte dose d'alcool. »

— George Templeton Strong, Journal, 15 décembre 1866.

« Les compositeurs de notre génération visent, dans certains cas extrêmes comme celui de Webern, une recherche de l'infinitésimal qui peut passer, auprès d'auditeurs peu sympathiques, pour un hymne à la gloire de l'amibe… »

— Lawrence Gilman, New York Herald Tribune, 29 novembre 1926.
Le Lexicon présente sous la même entrée « Musique de chats » des compositions de Wagner, Schönberg et Varèse, parmi d’autres expressions variées autour des cris, gestes et mœurs de félins plus ou moins domestiques.

« Je retiens le Boléro de Ravel comme la plus insolente monstruosité jamais perpétrée dans l'histoire de la musique. Du début à la fin de ses 339 mesures, ce n'est simplement que l'incroyable répétition du même rythme… avec la récurrence implacable d'un air de cabaret, d'une abrutissante vulgarité, qui n'aurait rien à envier, pour l'allure et le caractère, aux hurlements d'un chat tapageur dans une ruelle sombre… »

— Edward Robinson, « The Naive Ravel », The American Mercury, mai 1932.

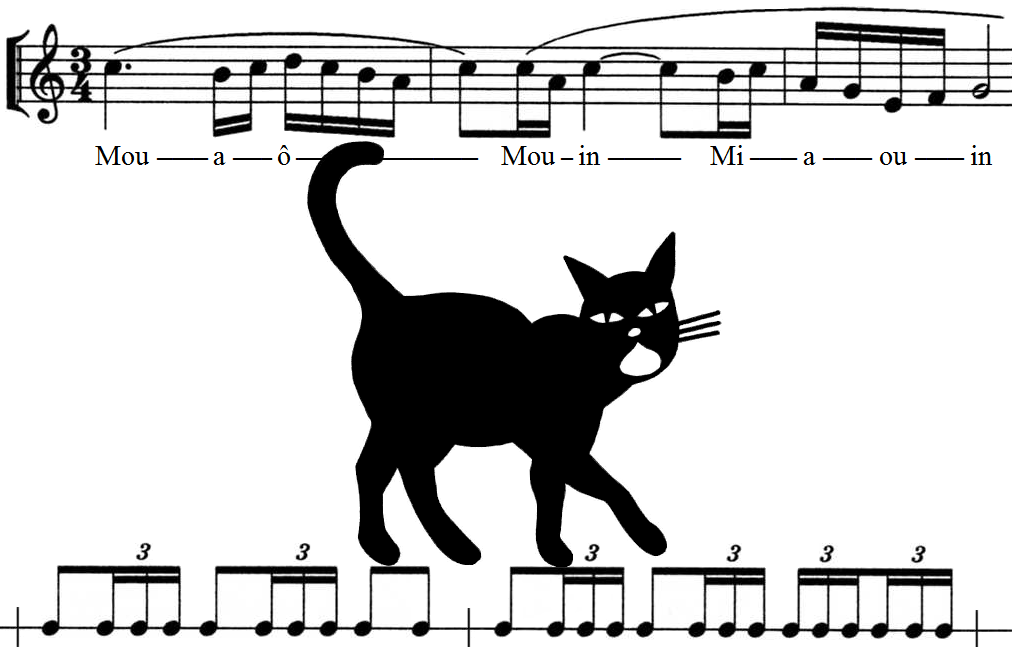
Ravel stop

L'assimilation la plus complète d'une partition avec des cris d'animaux est probablement réalisée dans cette critique rendant compte de la création d'Hyperprism :

« Il me semble que ce à quoi pensait Mr Varèse était une alerte à l'incendie dans un zoo, avec tous les cris appropriés de bêtes et d'oiseaux — le lion rugissant, la hyène hurlant, les singes bavardant, les perroquets couinant — mêlés encore aux jurons des visiteurs assistant à la scène. Cette partition n'a, bien entendu, pas le moindre rapport avec de la musique. »

— Ernest Newman, New York Evening Post, 17 décembre 1924.

#### Musée des horreurs
Dans certains cas, les comparaisons dégoûtantes, animales ou bestiales, ne suffisent plus. Nicolas Slonimsky observe que, « dans l'esprit des critiques réactionnaires, sûrs de leur bon droit, le modernisme musical est souvent associé à quelque déviance criminelle ou quelque turpitude morale ».
Le sujet de certains opéras s'y prête parfois : La traviata est condamnée par le London Times comme une « apologie de la prostitution » en 1856. Carmen n'est qu'. Un journaliste du Siècle s'indigne en 1886 qu'« après les amours sensuelles jusqu'au delirium tremens de Tristan et Yseult, gorgés de drogues aphrodisiaques, voici La Walkyrie, qui nous offre le tableau répugnant des amours incestueuses, compliquées d'adultère, du frère et de la sœur jumeaux ».
Certaines attaques portent davantage sur le propos musical que sur le livret ou le programme des œuvres critiquées :

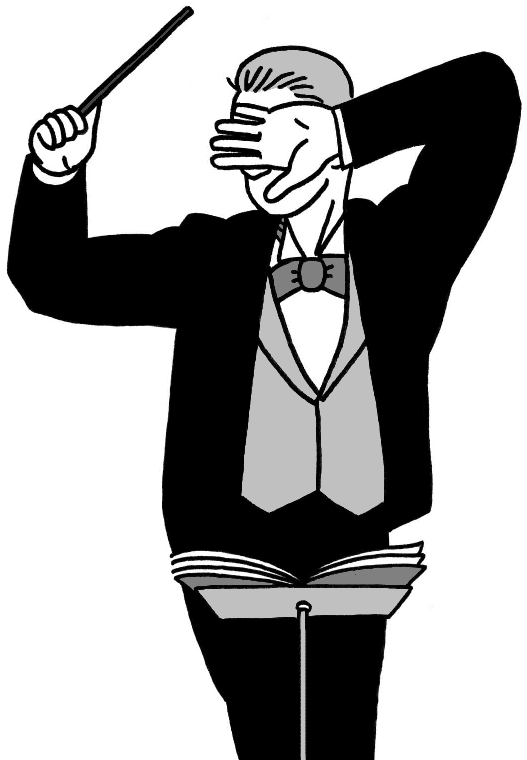
Le chef d'orchestre stop

« Il est inutile de faire perdre du temps aux lecteurs du Musical Courier avec une description en détail de cette monstruosité musicale déguisée sous le titre de Symphonie no 4 de Gustav Mahler. Il n'y a rien dans la conception, le contenu ou la réalisation de cette œuvre qui puisse impressionner les musiciens, en dehors de son caractère grotesque… »

— Musical Courier, New York, 9 novembre 1904.

« Dans Ainsi parlait Zarathoustra, le génie de Strauss est sans pitié ; il possède d'énormes poumons et se tient près de votre oreille… Or, quand on est réveillé par le fracas d'une ville entière s'écroulant autour de soi, l'explosion d'un seul immeuble par de la nitroglycérine passe presque inaperçue… »

— Boston Gazette, 31 octobre 1897.

« Une nuit sur le mont Chauve de Moussorgski est la chose la plus hideuse que l'on ait jamais entendue, une orgie de laideur et une abomination. Puissions-nous ne plus jamais l’entendre ! »

— The Musical Times, Londres, mars 1898.

« Dans cet opéra, rien ne chante et rien ne danse. Tout hurle de manière hystérique, pleure des sanglots d'ivrogne, s'agite, remue de façon spasmodique et se tord dans des convulsions épileptiques. Les formes classiques de la passacaille, de la fugue et de la sonate sont employées comme des objets de moquerie d'une modernité sauvage… »

— V. Gorodinsky, Music of Spiritual Poverty, Moscou, 1950, à propos de Wozzeck de Berg.

« Un Américain à Paris est un égout de répugnance, si ennuyeux, si décousu, si mince, si vulgaire et si éventé que n'importe quel public de salle de cinéma en serait indisposé… Cette stupide pièce à deux sous a paru pitoyablement futile et inepte. »

— Herbert F. Peyser, New York Telegram, 14 décembre 1928.

« Il ne fait aucun doute que Chostakovitch est le compositeur à l'avant-garde de la musique pornographique, dans toute l'histoire de cet art. Tout cet opéra ne vaut guère mieux que ce dont on fait l'éloge scabreux sur un mur de toilettes des hommes. »

— W. J. Henderson, The New York Sun, 9 février 1935, à propos de l'opéra Lady Macbeth du district de Mtsensk.

### En vers et contre tout
Nicolas Slonimsky rend volontiers hommage aux efforts déployés par les critiques pour composer leurs articles sous forme de poèmes. Ainsi, Louis Elson rend compte d'une audition de la Symphonie no 5 de Mahler à Boston, le 28 février 1914, avec A modern Symphony en cinq sixains :
| « With chords of ninths, elevenths and worse, And discords in all keys, He turns the music inside out With unknown harmonies. But things like that, you know, must be, In every modern symphonie. » | Avec des accords de neuvièmes, de onzièmes et bien pire, Et des dissonances dans toutes les tonalités, Il retourne la musique comme un gant Avec des harmonies inconnues. Mais il faut qu'il en soit ainsi, vous savez, Pour toute symphonie moderne. |

Des avis négatifs et anonymes sont acceptés par de grands journaux, pour leur présentation originale. Elektra de Strauss inspire, en 1910, un commentaire en six quatrains :
| « The flageolet squeaks and the piccolo shrieks And the bass drum bumps to the fray, While the long saxophone with a hideous groan Joins in the cacophonous play. It's a deep blood lust and we're taught we must Gulp it down and pronounce it grand, And forget the lore when Trovatore Was sweet to understand. » | Le flageolet couine et le piccolo crie Et la grosse caisse entre en lice, Pendant que le long saxophone, en un hideux grognement, Se joint à la cacophonie. C'est une orgie de sang, et on nous enseigne Qu'il faut avaler ça et en faire l'éloge, Et oublier le temps jadis où le Trouvère Était agréable à comprendre. |

La référence à l'opéra Il trovatore incite l'auteur du Lexicon à rappeler que le poète anglais Robert Browning détestait la musique de Verdi :
| « Like Verdi, when, at his worst opera's end (The thing they gave at Florence, what's its name) While the mad houseful's plaudits near out-bang His orchestra of salt-box, tongs and bones, He looks through all the roaring and the wreaths Where sits Rossini patient in his stall. » | Comme Verdi, dans son plus mauvais finale d'opéra (Cette chose présentée à Florence, comment s'appelait-elle ?) Lorsque les applaudissements frénétiques du public surpassent presque Son orchestre de salières, de pincettes et d'os, Il regarde au-delà des rugissements et des couronnes Rossini qui observe, impassible, dans sa loge. |

Cette tradition de l'« invective musicale en vers », bien représentée en France au XVIIIe siècle, devient une pratique anglo-saxonne au XXe siècle, jusque dans l'enseignement où fleurissent les « poèmes musicologiques » offrant aux étudiants des outils mnémotechniques. En 1948, le recueil d'anecdotes musicales de Slonimsky consacrait une section à ces exercices « en vers et en pire (Verse and worse) ». Aussi ne manque-t-il pas de citer, comme « raillerie de bonne humeur et de bon esprit », d'un humour britannique très personnel, ce poème d'Erik Satie dont les deux premiers vers sont devenus célèbres :

« Les commandements du Catéchisme du Conservatoire
I. Dieubussy seul adoreras

Et copieras parfaitement.

II. Mélodieux point ne seras

De fait ni de consentement.

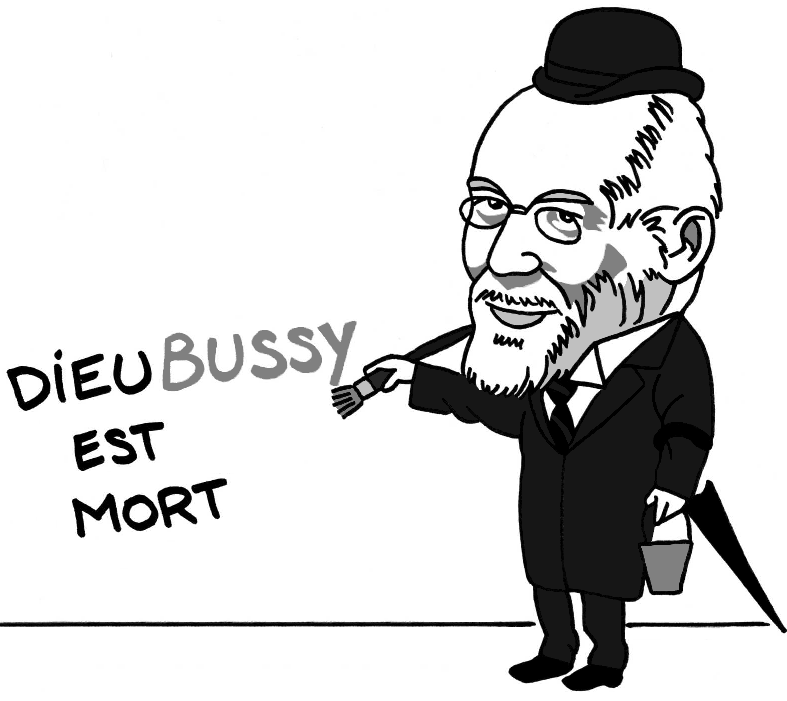
« Erik est Satierik… » stop.

III. De plan toujours tu t'abstiendras

Pour composer plus aisément.

IV. Avec grand soin tu violeras

Des règles le vieux rudiment.

V. Quintes de suite tu feras

Et octaves pareillement.

VI. Au grand jamais ne résoudras

De dissonance aucunement.

VII. Aucun morceau ne finiras

Jamais par accord consonant.

VIII. Des neuvièmes accumuleras

Et sans aucun discernement.

IX. L'accord parfait ne désireras

Qu'en mariage seulement.
Ad Gloriam Tuam. »

— Erik Satie, signé ERIT SATIS [« Il suffira »], texte publié dans La Semaine Musicale, Paris, le 11 novembre 1927.

## Arguments
Loin d'être une simple collection de critiques indifféremment négatives, hostiles, indignées ou assassines, le Lexicon sert à illustrer la thèse de Nicolas Slonimsky, résumée par lui en une formule doublement négative : « non-acceptation de l'inhabituel » en musique. Plus exactement, l'auteur de cette compilation dégage un certain nombre d'attaques récurrentes, s'appliquant à des compositeurs de toutes tendances esthétiques, et certains arguments assénés par la critique avec une même âpreté sur plus d'un siècle.
Dans la meilleure tradition des cuistres de collège, Nicolas Slonimsky énonce trois d'entre ces arguments en latin :
1. « Argumentum ad notam falsam » — où la musique tend à ne devenir qu'une forme évoluée du bruit, une improvisation maladroite, déroutante, ou une construction abstraite aboutissant à un résultat incompréhensible pour l'auditeur[N 11] ;
2. « Argumentum ad tempora futura » — où il est démontré que, non seulement la « Musique de l'Avenir » n'a aucun avenir, mais que ses progrès la ramènent à un état sauvage, primitif, barbare, préhistorique[N 12] ;
3. « Argumentum ad deteriora » — où chaque compositeur tend à surpasser tous ceux qui l'ont précédé, dans une surenchère des pires tendances évoquées précédemment : disparition de la mélodie, exaspération de l'harmonie, crispation de l'écriture, exagération des nuances[N 13]…

### L'éternel retour

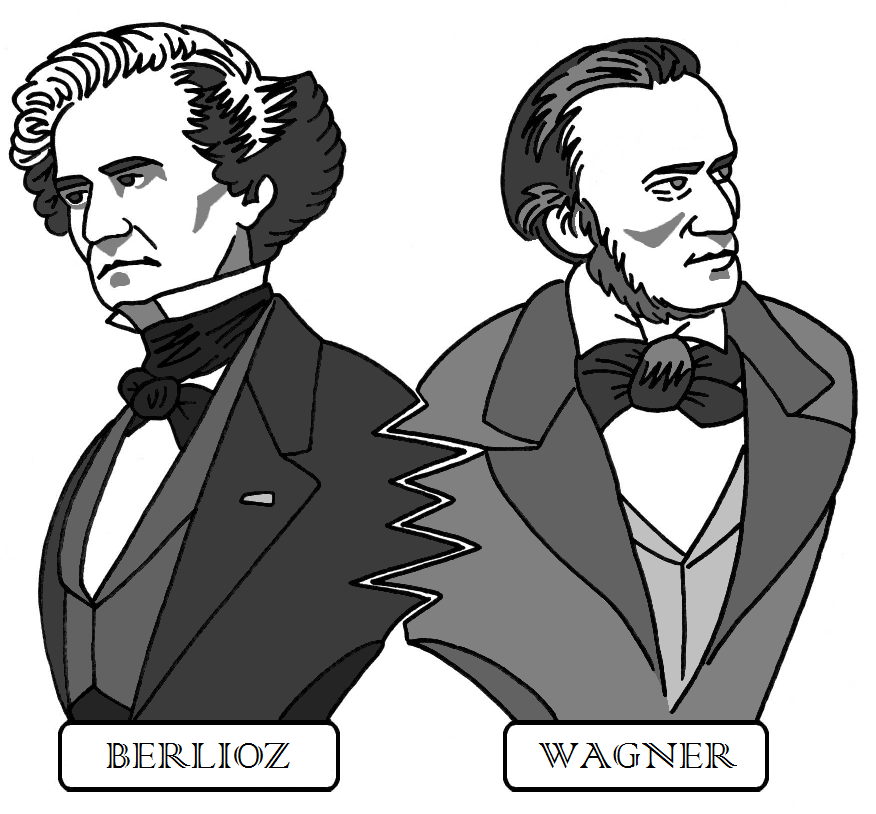
Berlioz et Wagner. Berlioz confie à Liszt : Si nous avons des aspérités tous les deux, au moins nos aspérités s'emboîtent.

À dix ans de distance, le critique Paul Scudo applique les mêmes termes pour condamner les œuvres de Berlioz et de Wagner :

« Non seulement M. Berlioz n'a pas d'idées mélodiques, mais lorsqu'une idée lui arrive, il ne sait pas la traiter, car il ne sait pas écrire. »

— Critique et Littérature Musicales, Paris, 1852.

« Quand M. Wagner a des idées, ce qui est rare, il est loin d'être original ; quand il n'en a pas, il est unique et impossible. »

— L'Année musicale, Paris, 1862.
Au-delà de ce qui peut rapprocher ou distinguer deux compositeurs, il y a plus qu'une coïncidence. Pratiquement tous les grands créateurs du XIXe siècle ont été accusés de sacrifier la mélodie :

« Le système musical de M. Verdi, vous le connaissez : il n'a pas encore existé de compositeur italien plus incapable de produire ce qui s'appelle vulgairement une mélodie. »

— Gazette Musicale, Paris, 1er août 1847.

« Il n'y a guère de mélodie dans cette œuvre, du moins dans le sens où on l'entend habituellement. L'air du Toréador est à peu près la seule « chanson » de l'opéra… et cela ne vole pas bien haut, même comparé à la vulgarité d'un Offenbach. »

— Boston Gazette, 5 janvier 1879, à propos de Carmen de Bizet.
Nicolas Slonimsky s'étonne en comparant deux poèmes satiriques anonymes, publiés à plus de quarante ans de distance — le premier contre un concert d'ouvertures de Wagner en 1880, le second à propos du Sacre du printemps de Stravinsky en 1924 — qui s'achèvent respectivement sur ces deux quatrains :
| « For harmonies, let wildest discords pass: Let key be blent with key in hideous hash; Then (for last happy thought!) bring in your Brass! And clang, clash, clatter-clatter, clang and clash! » | Pour les harmonies, laisser passer les dissonances les plus sauvages : Laissez les tonalités se mêler en une affreuse bouillie ; Et puis (dernière bonne idée !) ajoutez des Cuivres ! Et martèle, martèle « clang, clash, clang, clash ! » |

| « Who wrote this fiendish Rite of Spring, What right had he to write the thing, Against our helpless ears to fling Its crash, clash, cling, clang, bing, bang, bing? » | Qui a écrit cet affreux Sacre du Printemps, De quel droit a-t-il écrit cette chose Qui vient attaquer nos oreilles sans défense, Avec son « crash, clash, cling, clang, bing, bang, bing ? » |

L'auteur du Lexicon observe que « les derniers vers de ces poèmes, anti-wagnérien et anti-stravinskien, sont pratiquement identiques. Et l'on peut être certain que l'auteur du poème contre Stravinsky tenait la musique de Wagner en haute estime ».

### La musique, cette inconnue…

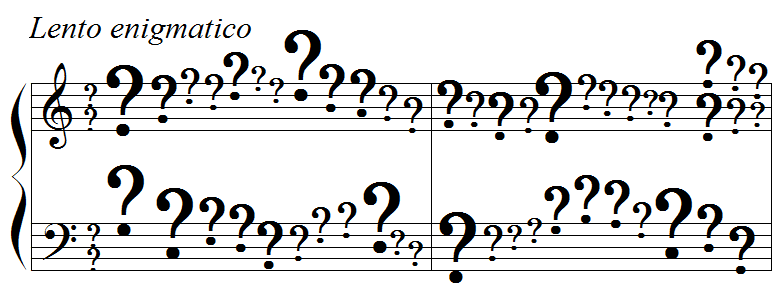
Premiers éléments de solfège : le déchiffrage…

Soucieux de son rôle d'intermédiaire entre le compositeur et le public, le critique musical renonce à expliquer ce qu'il ne comprend pas. Dans le meilleur des cas, il témoigne simplement de son incompréhension, ce que traduit l'entrée « Énigme » du Lexicon :

« Nous n'avons pas été capables de reconnaître le moindre plan dans cette partition, pas plus que nous n'avons découvert le moindre lien entre ses parties. Dans l'ensemble, il apparaît que cette symphonie a été conçue comme une sorte d'énigme — nous allions presque écrire : de canular. »

— The Harmonicon, Londres, juillet 1825, à propos de la Symphonie no 7, op. 92 de Beethoven.

« La symphonie Antar éclipse à la fois Wagner et Tchaïkovski en termes d'orchestration étrange et d'effets discordants… Le compositeur russe Korsakov semble avoir proposé une énigme musicale dont la résolution est trop complexe pour nous. »

— Boston Globe, 13 mars 1898.
À défaut de comprendre, il est possible d'identifier la nature de l'énigme posée par la musique. L'index du Lexicon permet de dégager deux tendances bien représentées dans les critiques du XIXe siècle et du XXe siècle.

#### …mathématique
Nicolas Slonimsky observe que « les critiques musicaux professionnels montrent, en général, peu d'aptitudes pour les mathématiques. En conséquence, ils comparent volontiers des procédés de composition qui leur échappent à des méthodes également complexes de raisonnement mathématique ». Les entrées « Algèbre (dans un sens péjoratif) » et « Mathématique (dans un sens péjoratif) » renvoient vers de nombreux articles :

« La science de M. Berlioz est une science abstraite, une algèbre stérile… Sans idées mélodiques et sans expérience dans l’art d'écrire, il s'est jeté dans l'extraordinaire, dans le gigantesque, dans l'incommensurable chaos d'une sonorité qui énerve, brise l’auditeur sans le satisfaire… »

— Paul Scudo, Critique et Littérature Musicales, Paris, 1852.

« En deux mots, voilà la musique de M. Wagner. Elle impose, pour révéler ses secrets, des tortures d'esprit que l'algèbre seule a le droit d'infliger. L'inintelligible est son idéal. C'est l'art mystique mourant orgueilleusement d'inanition au milieu du vide. »

— Paul de Saint-Victor, La Presse, Paris, mars 1861.

« La Symphonie no 1 de Brahms nous a semblé aussi difficile et peu inspirée que la dernière fois que nous l'avons entendue. C'est de la musique mathématique, laborieusement travaillée par un cerveau sans imagination… »

— Boston Gazette, 24 janvier 1878.

« La Symphonie de Franck n'est pas une œuvre bien réjouissante… Du charbon laisserait une trace blanche sur les ténèbres cimmériennes de son premier mouvement. On entend les rouages de la machine, on assiste à son développement avec autant d'émotion qu'une classe écoutant le professeur devant le tableau noir. »

— Louis Elson, Boston Daily Advertiser, 25 décembre 1899.

« Le compositeur use de ce thème pour les quatre mouvements de son Quatuor, qui sont à peu près aussi chaleureux et nuancés qu'un problème d'algèbre. »

— New-York Tribune, 12 décembre 1906, à propos du Quatuor à cordes de Ravel.
L'auditeur un tant soit peu intéressé par les mathématiques a toujours le choix, entre la « musique arithmétique » de d'Indy, la « musique trigonométrique » de Brahms et la « musique géométrique » de Schönberg.

#### …linguistique

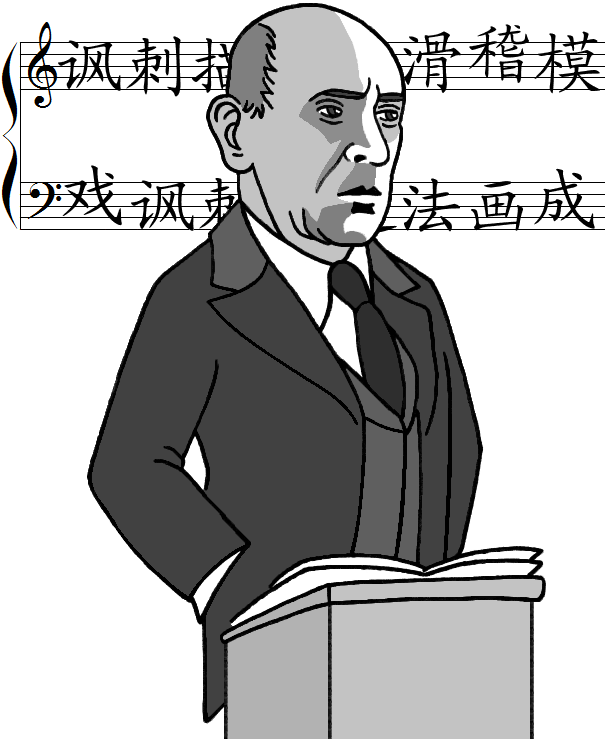
Schönberg — Harmonielehre encore à traduire.

En admettant qu'un habitué des salles de concert serait disposé à écouter une conférence sur les mathématiques, le critique musical le met encore en garde contre les partitions dont le contenu n'est pas seulement difficilement accessible, mais présenté dans un langage inaccessible :

« L'impression ressentie par une vaste majorité d'auditeurs était celle d'une conférence sur la quatrième dimension exposée en chinois. »

— Edwin E. Schloss, Philadelphia Record, 9 février 1935, à propos d'un concert d'œuvres de Schönberg.
Tout bien considéré, le chinois ne paraît pas une langue suffisamment compliquée, aux yeux des critiques, pour rendre compte de leur incompréhension musicale. On trouve ainsi deux références pour l’entrée « Volapük » :

« C'est de la polyphonie tournant au délire. Il n'y a rien sous le ciel, sur la terre ou dans les eaux souterraines, de semblable à la Symphonie no 7 de Bruckner… Le langage de l'orchestre est une sorte de Volapük musical… Et tout cela est froid comme un problème de mathématiques. »

— H. E. Krehbiel, New-York Tribune, 13 novembre 1886.

« L'auteur connaît la grammaire, l'orthographe et la langue, mais il ne peut parler que l'espéranto et le volapük. C’est une conception de commis-voyageur communiste. »

— P.-B. Gheusi, Le Figaro, Paris, 7 janvier 1932, à propos de l'opéra Maximilien de Darius Milhaud.

#### Tout sauf de la musique…
Après avoir évoqué la musique en termes de gastronomie et de pharmacologie, de zoologie, de psychopathologie, de météorologie et de sismologie, de linguistique et de tératologie, le lecteur ne devrait pas être étonné si la critique musicale perd de vue, parfois, la forme d'art à laquelle appartient une œuvre présentée en concert :

« Est-ce de la musique, oui ou non ? Si l'on me répondait par l'affirmative, je dirais… que cela n'appartient point à l'art que j'ai l'habitude de considérer comme la musique. »

— Alexandre Oulybychev, Beethoven, ses critiques et ses glossateurs, Paris, 1857, à propos du final de la Symphonie no 5, op. 67 de Beethoven.

« Selon moi, ce que fait M. Berlioz n'appartient pas à l'art que j'ai l'habitude de considérer comme de la musique, et j'ai la certitude la plus complète que les conditions de cet art lui manquent. »

— François-Joseph Fétis, Biographie Universelle des Musiciens, Bruxelles, 1837.

« Nous dirons fort peu de choses des compositions de M. Liszt. Sa musique est à peu près inexécutable pour tout autre que lui ; ce sont des improvisations sans ordre et sans idées, aussi prétentieuses que bizarres. »

— Paul Scudo, Critique et Littérature Musicales, Paris, 1852.

« Le Quatuor, op.109 de Reger… ressemble à de la musique, sonne comme de la musique, et a peut-être le même goût que de la musique mais, décidément, ce n'est pas de la musique… On pourrait définir Reger comme un compositeur dont le nom reste inchangé dans un sens et dans l'autre et dont la musique, curieusement, présente souvent la même caractéristique. »

— Irving Kolodin, The New York Sun, 14 novembre 1934.

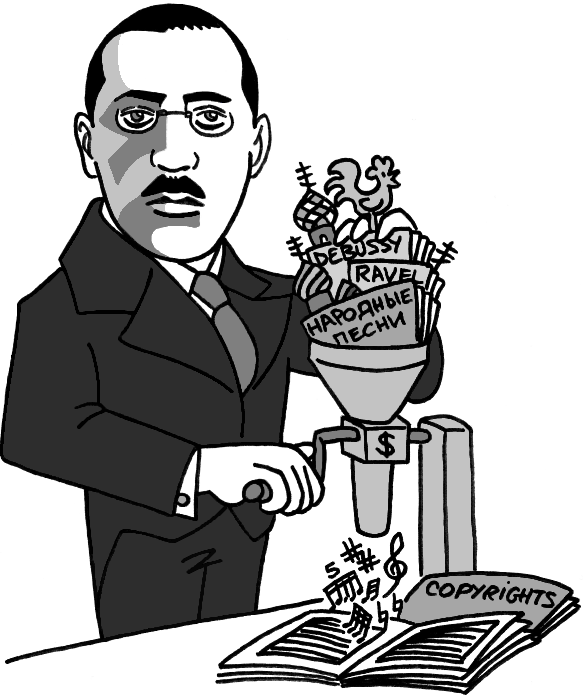
Il me semble que Stravinsky est en train d'essayer de faire de la musique avec des moyens non musicaux, de la même façon que les Allemands prétendent maintenant faire du bifteck avec de la sciure de bois. stop.

« Telle musique est-elle de la musique ? » Cette question paraît sans réponse — ou bien il se présente une réponse simple, dont le critique américain Olin Downes semble avoir trouvé la formule, puisque le Lexicon lui attribue la paternité des deux critiques référencées sous l'entrée « Ersatz music » :

« La musique de Schönberg constitue un spectacle vain et sans grâce… On croirait voir un gymnaste à bout de force faisant ses exercices. Une ! Deux ! Trois ! Quatre ! Bras tendus, jambes fléchies, et jambes tendues, bras reposés. Tout cela est vide ; c'est un « ersatz musical », un substitut de musique, sur le papier et pour le papier. »

— Olin Downes, The New York Times, 18 octobre 1935.

« Toute la partition est constituée de fragments très brefs, dans une douzaine de styles différents, qui rappellent autant d'œuvres que d'autres compositeurs avaient eu la distraction d'écrire avant que Mr. Stravinsky ne fasse son apparition… Ce regard en arrière de Stravinsky aboutit à un ersatz de musique, artificiel, irréel et singulièrement peu expressif ! »

— Olin Downes, The New York Times, 22 février 1953, à propos de l'opéra The Rake's Progress.

### L'art d'être sourd
Pour stigmatiser l'esprit de surenchère des compositeurs modernes, la critique anglophone emploie volontiers une expression formulée par William Shakespeare dans Hamlet (Acte III, scène ii) à propos du jeu exagéré de mauvais comédiens : « It out-herods Herod ».
Ainsi, « dans La Mer, Debussy outrestrausse Strauss », comme « la musique de Strauss, pleine d'effets diaboliquement astucieux, outreberlioze la musique de Berlioz » — et ainsi de suite, puisque la Symphonie no 4 de Sibelius est « plus debussyste que les pires moments de Debussy »…

#### Beaucoup de bruit pour rien
Faute de connaissances musicales très approfondies, les critiques musicaux ne dédaignent pas d'étaler des preuves de leur excellente culture littéraire. Une célèbre réplique de Macbeth (acte V, scène v) a particulièrement retenu leur attention :
| Life's but a walking shadow ; a poor player, That struts and frets his hour upon the stage, And then is heard no more : it is a tale Told by an idiot, full of sound and fury, Signifying nothing. | La vie n'est qu'une ombre qui passe ; un pauvre comédien Qui, pendant son heure, se pavane et s'agite sur la scène, Et qu'après on n'entend plus : c'est un conte Récité par un idiot, plein de bruit et de fureur, Et qui ne signifie rien. |

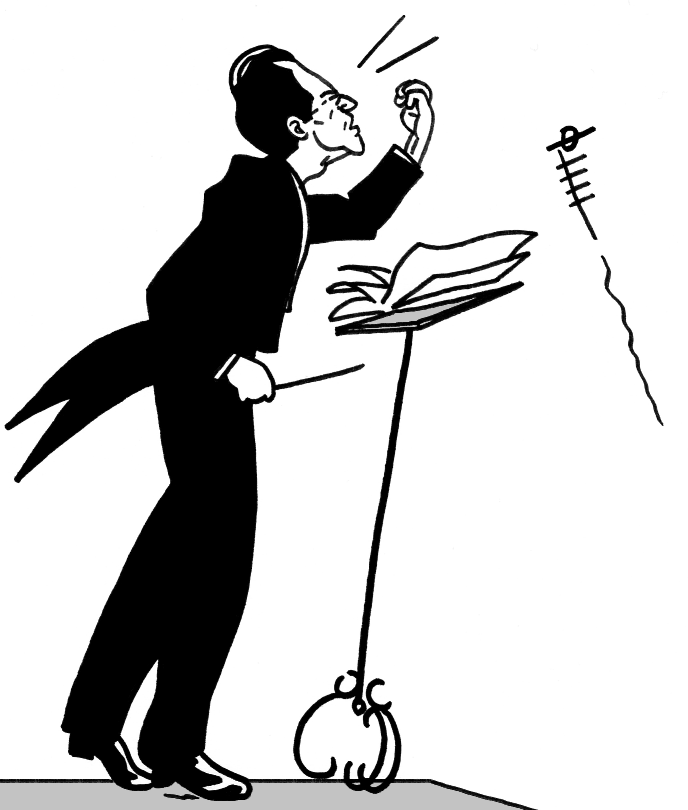
À quelque chose Mahler est bon…Quand je veux obtenir un son très doux, je le confie à un instrument qui ne peut le produire qu'au prix d'extrêmes difficultés

Les derniers mots, Sound and Fury (« le bruit et la fureur »), qui ont fourni le titre d'un roman de Faulkner, font l'objet d'une entrée spécifique dans le Lexicon of Musical Invective : un critique de Boston et un critique de New York l'utilisent, à quelques jours d'intervalle — les 22 et 28 février 1896 — à propos d'une même œuvre : le poème symphonique Till Eulenspiegel de Richard Strauss,…

« Dans l'ensemble, on ne saurait mieux résumer ce remarquable tremblement de terre musical qu'en précisant qu'il est plein de bruit et de fureur, et qu'il signifie — quelque chose. »

— Louis Elson, Boston Daily Advertiser, 27 avril 1896, à propos de l’Ouverture 1812 de Tchaikovski.

« La présence d'un thème de jazz était un piètre choix, mais Mr. Copland l'a entouré de toute la machinerie du bruit et de la fureur, et de la fureur la plus rauque et la plus moderniste possible. »

— Samuel Chotzinoff, New York World, 4 février 1927, à propos du Concerto pour piano.
D'une manière générale, Nicolas Slonimsky soutient qu'« une musique jeune paraît toujours plus bruyante à de vieilles oreilles. Beethoven faisait plus de bruit que Mozart ; Liszt était plus bruyant que Beethoven ; Strauss plus bruyant que Liszt ; Schönberg et Stravinsky plus bruyants que tous leurs prédécesseurs réunis ensemble ».
Il est rare, cependant, qu'un compositeur donne en même temps « trop » et « trop peu » de musique à ses auditeurs. Gustav Mahler accomplit cet exploit, selon la critique suivante :

« Mahler avait très peu de choses à dire dans sa Symphonie no 5, et il met un temps invraisemblable pour le dire. Sa manière est pesante, sa matière est impondérable. »

— The New York Sun, 5 décembre 1913.

#### Musique inouïe, musique inaudible

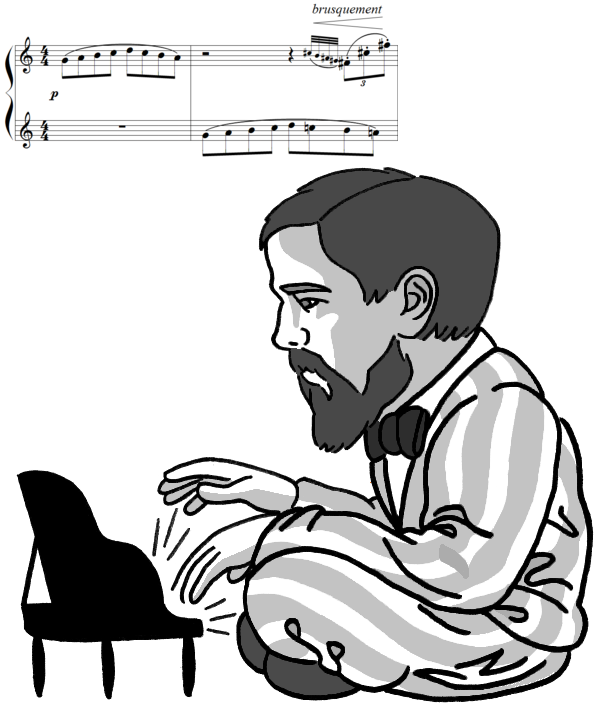
Claude Debussy… au coin.

À l'autre extrémité du spectre sonore, la critique exprime le malaise que doit ressentir l'auditeur confronté à une pression acoustique si faible qu'elle crée un sentiment de vide et de vertige. Le Lexicon of Musical Invective donne deux références pour un « art lilliputien », à propos d'œuvres de Debussy et Webern :

« Cet art amorphe, si peu viril, semble fait tout exprès pour sensibilités fatiguées… quelque chose à la fois d'aigre et de douceâtre, qui éveille, on ne sait comment, une idée d'équivoque et de fraude… l'art minuscule que certains, naïvement, proclament l'art de l'avenir et qu'ils opposent, sans rire, à celui de Wagner… Il se réduit à une poussière musicale, une mosaïque d'accords… art lilliputien pour une humanité des plus réduites. »

— Raphaël Cor, « M. Claude Debussy et le snobisme contemporain » dans Le Cas Debussy, Paris, 1910.

« L'orchestre de M. Debussy paraît grêle et pointu. S'il prétend caresser, il égratigne et blesse. Il fait peu de bruit, je l'accorde, mais un vilain petit bruit. »

— Camille Bellaigue, Revue des Deux Mondes, Paris, 15 mai 1902, à propos de Pelléas et Mélisande.

« Les cinq pièces de Webern suivent cette formule très subjective. Une note longuement tenue dans l'aigu au premier violon (pause) ; un tout petit grincement de l'alto soliste (pause) ; une note pizzicato du violoncelle. Encore une pause, après quoi les quatre interprètes se lèvent lentement, filent à l'anglaise et la pièce est finie. »

— The Daily Telegraph, Londres, 9 septembre 1922, à propos des Cinq mouvements pour quatuor à cordes, op. 5.

#### Faux prophètes de la «Musique sans avenir»
Considérant la perspective historique et musicologique adoptée par son auteur, le Lexicon ne pouvait manquer de reprendre les « appels à la postérité » lancés par les critiques musicaux, tout le long du XIXe siècle et du XXe siècle :

« Il est difficile de rester admiratif pendant trois grands quarts d'heures. Cette symphonie est infiniment trop longue… Si on ne la réduit pas, d'une manière ou d'une autre, plus personne ne voudra la jouer ou l'entendre à nouveau. »

— The Harmonicon, Londres, avril 1829, à propos de la Symphonie héroïque, op. 55 de Beethoven.

« Nul besoin d'avoir des dons de prophète pour déclarer que le nom de Berlioz sera complètement inconnu d'ici un siècle. »

— Boston Daily Advertiser, 29 octobre 1874.

« Rigoletto est le moins fort des ouvrages de Verdi… La mélodie y manque… Cet opéra n'a guère chance de se maintenir au répertoire. »

— Revue et gazette musicale de Paris, 22 mai 1853.

« L'auteur du Vaisseau fantôme, de Tannhäuser, de Tristan et Isolde et de Lohengrin ouvre-t-il, comme il l'espère, une voie nouvelle à la musique ? Non, assurément, et il faudrait désespérer de l'avenir de la musique, si l'on voyait se propager la musique de l'avenir. »

— Oscar Comettant, Almanach Musical, Paris, 1861.

« Je propose que l'on préserve la musique de M. Liszt et de tous ces musiciens de l'avenir dans des boîtes emballées sous vide (comme ces petits pois que l'on est parfois réduits à manger), et qu'il soit précisé dans leurs testaments qu'aucune main trop empressée ne révèle ces partitions avant 1966, au plus tôt. Nous serons tous morts d'ici là — quant à nos descendants, qu'ils s'arrangent ! »

— The Orchestra, Londres, 15 mars 1886.

« Il est peut-être vrai que le compositeur russe Scriabine est bien trop en avance par rapport aux gens de notre génération, et que cette doctrine comme cette musique seront admises dans les années à venir. Cependant, nous ne prétendons pas pouvoir lire dans l'avenir, et cette musique est condamnée pour l'heure présente. »

— Musical Courier, New York, 10 mars 1915.

« L'auditoire a répondu à ces gémissements par des rires et des sifflets. Sans surprise ! Si la musique moderne dépendait d'un Webern pour progresser, elle se perdrait complètement. »

— Musical Courier, New York, 28 décembre 1929.

« Il est probable que beaucoup, sinon tout, de la musique de Stravinsky est condamné à disparaître bientôt… Déjà, le terrible impact du Sacre du printemps a disparu et ce qui semblait, à la première écoute, témoigner du feu sacré de l'inspiration s'est consumé comme du simple charbon. »

— W. J. Henderson, The New York Sun, 16 janvier 1937.

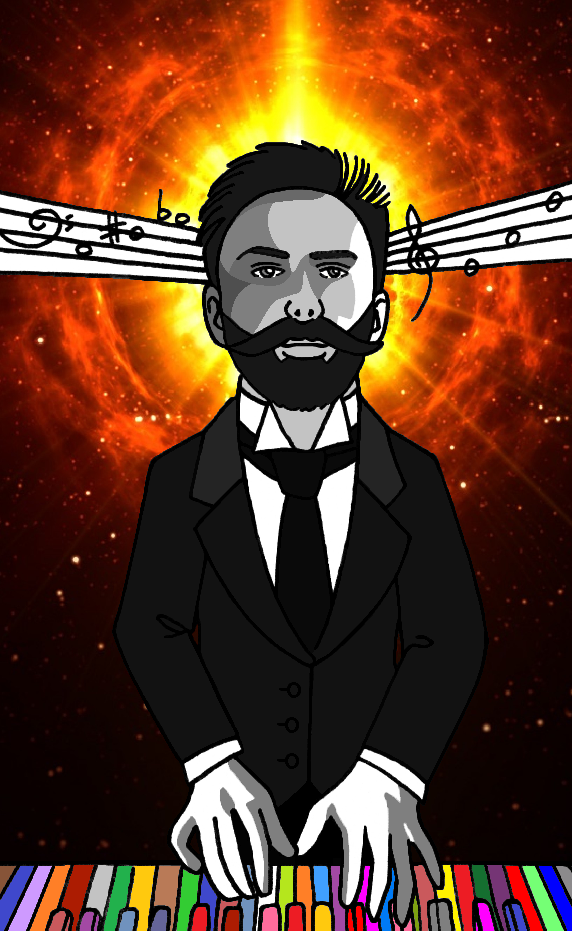
Alexandre Scriabine — « Prométhée : l'avenir tiendra vos promesses… »

La critique suivante résume les inquiétudes liées, non seulement à l'avenir mais aux progrès de la musique :

« Toutes les prévisions ont été trompées. Le pianiste E.-R. Schmitz, qui était chargé de mettre le feu à la mèche, put accomplir son dangereux exercice dans un silence parfait. Il y eut bien quelques sourires inquiets, quelques soupirs angoissés, quelques plaintes étouffées mais aucun scandale n'éclata. Arnold Schönberg ne voudra pas le croire ! Le public français s'est résigné à voir la musique lui échapper et a renoncé à s'en plaindre publiquement… Et l'on demeure épouvanté de la rapidité avec laquelle les conceptions musicales se remplacent l'une et l'autre, se chassent et se détruisent ; les auteurs comme Debussy et Ravel n'ont pu conserver plus d'un an ou deux l'étiquette révolutionnaire, les voici maintenant rangés dans le parti rétrograde avant même d'avoir pu se faire comprendre de la foule. »

— Paris-Midi, 29 mai 1913, à propos des Trois pièces, op. 11.

## Analyse
Dans son avant-propos pour l'édition de 2000, Peter Schickele présente le Lexicon of Musical Invective comme « probablement l'ouvrage de référence le plus amusant jamais assemblé » dans le domaine de la musicologie classique. L'humour de cet ouvrage s'exprime sur deux plans bien distincts : d'une part, « c'est un fait reconnu — ou du moins une croyance bien établie — qu'une critique négative est toujours plus amusante à lire qu'un éloge enthousiaste » ; d'autre part, la structure de l'ouvrage révèle bien des facéties dans le détail des clefs de recherche, et « un état d'esprit malicieux et fin » dans la conception de l'ensemble.
Peter Schickele procède tout d'abord à une mise en garde : « Il y a bien du poison délectable dans ce livre. C’est un remède de cheval, et puisqu'on y trouve un concentré aussi puissant d’invectives, le pharmacien responsable ferait bien d’ajouter quelques précautions d'utilisation sur l'étiquette :
1. Ne pas avaler en une seule fois ;
2. À prendre avec un grain de sel[S 4] ».

En s'attachant à leurs « figures de style, remarquablement inventives pour démolir les transgresseurs musicaux », Nicolas Slonimsky ne manque pas de rappeler que les critiques cités dans le Lexicon « ne sont pas nécessairement de simples détracteurs aux idées arrêtées, grognant et grondant contre toute forme de nouveauté pour la simple raison qu'elle est une nouveauté. Nombre d'entre eux sont des personnes d'une grande culture, dont les articles brillent par le style, mais qui, dans certaines situations où leur esprit s'échauffe, excellent dans l'art de la vitupération ». Les critiques ont été confrontés à ce qu'un psychologue présenterait comme ce qui se situe au-delà de leur zone de confort.
Dépassant la « myopie » largement reconnue de ces critiques, l'analyse de Peter Schickele interroge, et réfute parfois, la thèse présentée par Slonimsky sur un certain nombre de points.

### Musique et polémique

#### L'inquiétant étranger
En 2022, une musicologue américaine éprouve une « révulsion envers notre passé musical » devant « ces critiques ouvertement racistes et sexistes », compilées dans le Lexicon of Musical Invective, tout en étant « amusée par la manière dont était présenté ce langage, rude et insultant, pour qualifier des musiciens et leur musique : Quelle est la relation entre la musique et l'insulte ? Et jusqu'où peut-elle aller ? »
Nicolas Slonimsky se montre surpris du manque de « modération » des critiques musicaux du XIXe siècle et du début du XXe siècle : « De nos jours, un critique dira que telle musique qu'il n'aime pas est ignoble, mais il n'ira pas jusqu'à dire que le compositeur lui-même est ignoble. Et il ne le rabaissera pas au point de l'assimiler à un membre d'une race inférieure — comme le fait James Gibbons Huneker dans son extraordinaire portrait de Debussy, qu'il compare à un bohémien, un Croate, un Hun, un Mongol et un singe de Bornéo, en 1903 ! »
L'assimilation d'un compositeur et de son œuvre est donc bien établie. Encore faut-il compter avec une assimilation plus sournoise de tout ce qui l'entoure et contribue à sa réputation. Si l'on peut admettre qu'en pleine Première Guerre mondiale — l'article datant du 12 avril 1916 — un critique américain rejette la Symphonie no 8 de Mahler comme une œuvre « grossière et irrévérencieuse, sèche, teutonne », un critique allemand rejette le même musicien, en 1909, en affirmant que, « si la musique de Mahler s'exprimait en Yiddish, peut-être me paraîtrait-elle moins incompréhensible. Mais elle n'en serait pas moins repoussante, parce qu'elle enjuive ».
Richard Wagner donnait un premier exemple d'« antisémitisme musical » en attaquant Meyerbeer et Mendelssohn dans son essai intitulé Das Judenthum in der Musik (« Le Judaïsme dans la musique ») publié en 1869, mais des propos antisémites se retrouvent sous la plume de nombreux critiques du XXe siècle, de façon explicite ou détournée — jusqu'à supprimer Mendelssohn de l'Histoire de la musique allemande, par exemple, comme le fait Hans Joachim Moser dans les années 1920.
En 1952, alors qu'il travaille à l'édition du Lexicon of Musical Invective, Nicolas Slonimsky est dénoncé au Federal Bureau of Investigation pour « activités antiaméricaines » — en même temps que son frère Mikhaïl Slonimsky (en), resté en URSS est accusé pour « activités anticommunistes » : les enquêtes du comité de McCarthy et du NKVD dureront jusqu'en 1962, aboutissant à la réhabilitation dans les deux cas.
Témoignant en faveur de compositeurs juifs comme Schönberg, Milhaud ou Bloch, Slonimsky se montre d'autant plus sensible aux coups portés avec hypocrisie qu'il a été la cible d'attaques de la presse allemande nazie, et le sujet de railleries de musiciens comme Serge Koussevitzky, lequel oubliait alors qu'ils n'était pas moins juif russe que lui. Aussi est-ce une expression de son humour juif si l'on trouve, parmi les entrées du Lexicon, cette référence pour un article consacré à Wagner : « Hitler (dans un sens péjoratif) ».
Même bien disposé envers un compositeur étranger, un critique trouve encore cocasse l'œuvre, la personne et jusqu'à son nom : « Rimski-Korsakov — en voilà un nom ! et qui évoque de farouches moustaches imbibées de vodka ! » s'amuse un critique du Musical Courier de New York, le 27 octobre 1897.

#### L'opposant irréductible
Si les nazis ont porté à un paroxysme l'assimilation entre musique nouvelle et opposition à leurs théories politiques, en organisant un concert de « musique dégénérée » en 1938, des critiques musicaux les avaient précédés dans cette voie : Nicolas Slonimsky relève l'expression Degenerate Music en tête d'un éditorial anonyme du Musical Courier, le 13 septembre 1899.

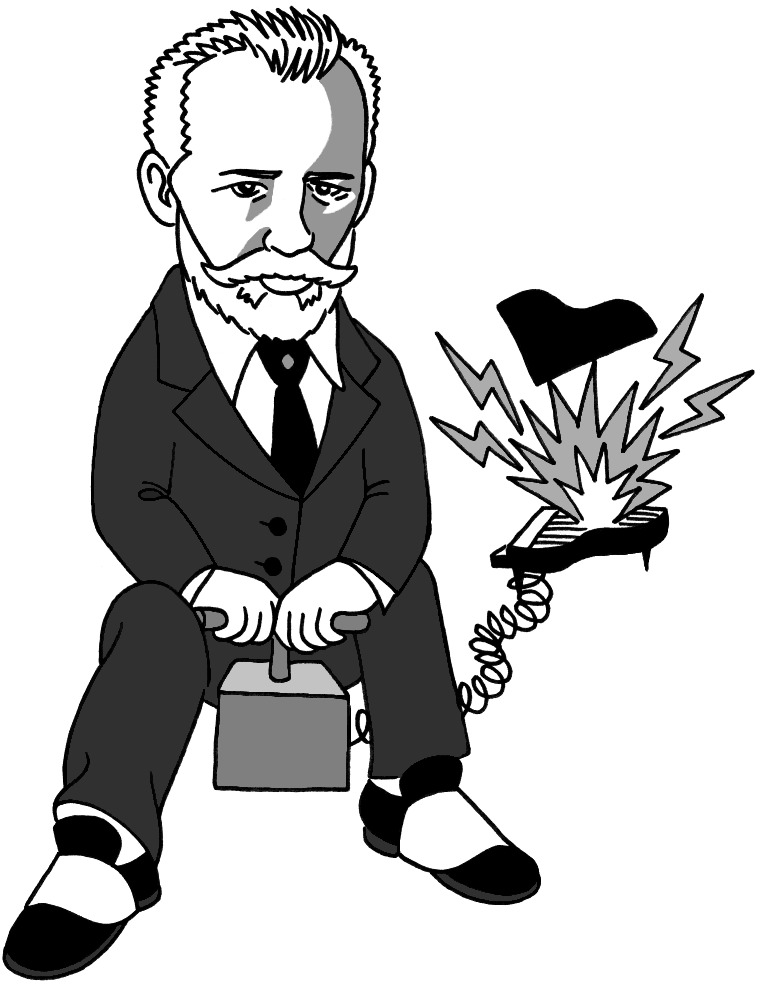
Tchaïkovski — rhapsodie nihiliste…

Le Lexicon ne manque pas d'exemples où musique et menaces politiques sont étroitement associées :

« Wagner est le Marat de la musique dont Berlioz est le Robespierre. »

— A. Gasperini, Le Siècle, Paris, 1858.

« Le Concerto pour violon de Tchaïkovski sonne, dans son ingénuité brutale et sa négation de toutes les contraintes formelles, comme une rhapsodie du nihilisme. »

— Dr. Königstern, Illustrierte Wiener Extrablatt, Vienne, 6 décembre 1881.

« Le rythme, le chant, la tonalité, voilà trois choses inconnues à M. Debussy, et volontairement dédaignées par lui. Sa musique est vague, flottante, sans couleur et sans contours, sans mouvement et sans vie… Non, décidément, je ne serai jamais d’accord avec ces anarchistes de la musique ! »

— Arthur Pougin, Le Ménestrel, Paris, 4 mai 1902, à propos de Pelléas et Mélisande.

« Prokofiev est un innovateur bolchevique et un agitateur musical. »

— Reginald De Koven, New York Herald, 24 novembre 1918.

« Schönberg est un fanatique du nihilisme et de la destruction. »

— Herbert Gerigk (en), Die Musik, novembre 1934.
Un an après la parution du Lexicon, un auditeur traite encore Edgard Varèse de « Dominici de la musique » après la création houleuse de Déserts au Théâtre des Champs-Élysées, le 2 décembre 1954.
Selon l'archevêque de Dubuque (Iowa), en 1938, « un système musical dégénéré et démoralisateur ignoblement baptisé swing est à l'œuvre pour pervertir et ronger toute fibre morale de notre jeunesse ». Cette même année, les jazz bands sont interdits en URSS, comme « organisations rythmiques chaotiques de sonorités délibérément et pathologiquement ignobles ». Maxime Gorki voit dans le jazz une « perversion capitaliste ». Un écrivain américain catholique et raciste y voit une forme de « vaudou en musique », en insistant sur l'expression Negro spiritual et le compositeur théosophe Cyril Scott y devine « l'œuvre de Satan, le travail des forces des Ténèbres… »

Toutes ces tendances s'accordent, en somme, et Nicolas Slonimsky propose à ces ardents défenseurs de la valse la lecture de la Cyclopaedia de Rees, parue à Londres en 1805 : « La valse est une danse allemande tapageuse d'invention récente. Après l'avoir vue exécutée par un groupe choisi d'étrangers, nous ne pouvions nous empêcher de songer à la gêne où serait plongée une mère de famille anglaise, en voyant sa fille traitée si familièrement, et bien plus encore en voyant la manière si obligeante avec laquelle les danseuses rendent ces façons si libres ».

### Critique des critiques
Dans le « Prélude » du Lexicon, Nicolas Slonimsky cite une lettre de Debussy à Varèse du 12 février 1911, contenant des « remarques pertinentes et profondes » au sujet de la critique musicale : 

« Vous avez parfaitement raison de ne pas vous alarmer de l'hostilité du public. Un jour viendra où vous serez les meilleurs amis du monde. Mais dépêchez-vous de perdre l'assurance que la critique de chez nous est plus clairvoyante qu'en Allemagne. Et ne perdez pas de vue qu'un critique aime rarement ce dont il a à parler. Souvent même, il apporte un soin jaloux à ne pas savoir du tout ce dont il est question ! La critique pourrait être un art si on pouvait la faire dans des conditions de libre jugement nécessaires. Ça n'est plus qu'un métier… Il faut dire que d’ailleurs les soi-disant artistes ont beaucoup aidé à cet état de choses. »

L'auteur relève, d'autre part, la réponse adressée par Schönberg aux innombrables critiques dont il a été l'objet : 

« Je ne sais pas nager. Du moins, je n'ai jamais su nager qu'à contre-courant — que cela m'ait sauvé ou non. Peut-être ai-je obtenu un résultat, mais ce n'est pas moi qu'il faut féliciter : ce sont mes opposants, ceux qui m'ont vraiment aidé. »

Parmi les compositeurs proches de Slonimsky, Schönberg « bénit ses ennemis » alors que Stravinsky peut se montrer rude même envers ses admirateurs. Charles Ives considère que la critique « témoigne presque d'une intelligence humaine, ». Edgard Varèse montre une attitude encore plus « américaine », dans ses entretiens avec Georges Charbonnier, radiodiffusés du 5 mars au 30 avril 1955 et publiés en 1970, dans une présentation moins spontanée qu'à l'oral : 

« En Amérique, si l'on vous attaque en disant que votre œuvre est mauvaise, vous pouvez réclamer des dommages-intérêts. On ne dit pas qu'un boucher vend de la viande qui n'est pas bonne. Le critique ne peut dire qu'une œuvre est mauvaise. Il peut dire qu'il ne l'aime pas. J'ai menacé un critique dont je veux taire le nom : Vous ne parlerez pas de moi. Vous n'avez pas le droit d'attaquer la personnalité. Ni celui d'attaquer la qualité de l'œuvre. Vous n'êtes pas qualifié pour cela. Si vous insistez, je demanderai que des professeurs de solfège vous soumettent à un examen. »

### Points critiques
Guy Sacre relève que la musique de Beethoven a d'abord été jugée « incompréhensible : le mot revient souvent dans la critique de l'époque ». Dans son analyse, Peter Schickele s'attache à montrer les limites de certaines thèses présentées par Nicolas Slonimsky sur ce point : une lecture superficielle du Lexicon of Musical Invective pourrait faire perdre de vue que « Beethoven, tout en étant l'un des compositeurs les plus iconoclastes de tous les temps, était tenu en si haute estime que des membres de l'aristocratie autrichienne ouvrirent spontanément une souscription pour relever ses finances lorsqu'il fut question pour lui de quitter Vienne, ou le fait que près de vingt-mille personnes assistèrent à ses funérailles ». De même, Le Sacre du printemps constitue « la seule œuvre d'un compositeur vivant — et, de fait, la seule partition composée au XXe siècle — adaptée pour le cinéma dans Fantasia de Walt Disney, l'un des producteurs les plus populaires de toute l'industrie du spectacle ».

#### Une réaction salutaire
Selon Peter Schickele, « l'un des mérites essentiels du Lexicon est qu'il constitue un antidote contre l'idolâtrie à l'égard des grands maîtres, l'adoration béate et prosternée, comme si tous les chefs-d'œuvre de la musique classique avaient été gravés sur les flancs du Mont Sinaï, et acceptés aussitôt comme ayant force de loi ».

Dans une lettre écrite de Berlin, publiée le 8 novembre 1843 et intégrée dans le « Premier voyage en Allemagne » de ses Mémoires, Berlioz rend compte du véritable « culte » voué à la musique de Bach, à Berlin comme à Leipzig : 

« On adore Bach, et on croit en lui sans supposer un instant que sa divinité puisse jamais être mise en question ; un hérétique ferait horreur, il est même défendu d'en parler. Bach, c'est Bach, comme Dieu c'est Dieu. »

Debussy exprime la même attitude indépendante, dans un entretien accordé au journal Excelsior, le 18 janvier 1911 : 

« J'admire Beethoven et Wagner, mais je me refuse à les admirer en bloc parce qu'on m'a dit que c'étaient des maîtres ! Ça jamais ! De nos jours, à mon avis, on prend à l'égard des maîtres des façons de domestiques fort déplaisantes ; je veux avoir la liberté de dire qu'une page ennuyeuse m'ennuie quel que soit son auteur. »

Puisque « le déchet existe chez tous les créateurs, même chez Mozart, même chez Bach », Antoine Goléa ne s'étonne nullement qu'« il existe aussi chez les « grands » du romantisme, mais ceux-ci ont tous l'excuse d'avoir cherché, d'avoir avancé, ce qui rendait les erreurs fatales » et justifie également le choix fait par Nicolas Slonimsky comme point de départ pour le Lexicon of Musical Invective dans l'histoire de la musique classique occidentale.

#### Hommage ou raillerie?

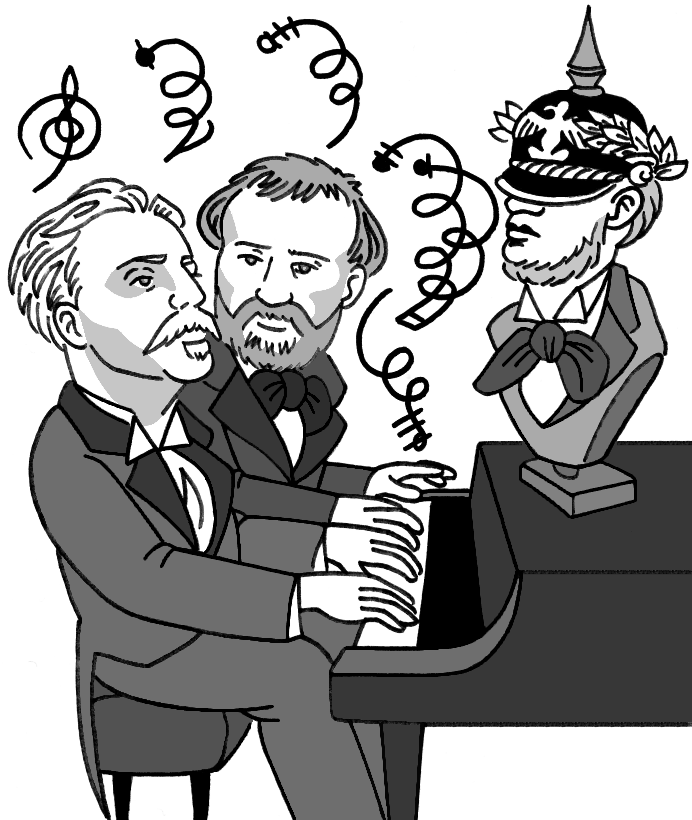
Chabrier, Fauré : « Les affinités sélectives »…

Selon Roger Delage, spécialiste de la musique d'Emmanuel Chabrier, « un esprit superficiel pourrait s'étonner que le même homme qui avait sangloté à Munich en entendant les violoncelles attaquer le la du prélude de Tristan ait composé peu après les irrévérencieux Souvenirs de Münich, fantaisie en forme de quadrille sur les thèmes favoris de Tristan et Isolde », pour piano à quatre mains. Ce serait oublier, ainsi que le dira Marcel Proust, que « si l'on cherche ce que la vraie grandeur imprime en nous, c'est trop vague de dire que c'est le respect, et c'est même plutôt une sorte de familiarité. Nous sentons notre âme, ce qu'il y a de meilleur et de plus sympathique en nous, en eux, et nous nous moquons d'eux comme de nous-mêmes ».
De manière exactement contemporaine, et de la part d'un compositeur incarnant « la suprême distinction » auprès de « la truculente cocasserie » de Chabrier, Gabriel Fauré se déclare « müde [fatigué] d'admiration » devant Les Maîtres chanteurs de Wagner et « navré de la faiblesse de Tannhäuser ». Selon Jean-Michel Nectoux, « son admiration reste lucide et mesurée », ce qu'il exprime dans ses Souvenirs de Bayreuth, « fantaisie en forme de quadrille sur des thèmes favoris de la Tétralogie de Wagner » composée pour piano à quatre mains en collaboration avec André Messager.
Gustave Samazeuilh rappelle à ceux qui en douteraient que ces deux quadrilles satiriques, « de la plus amusante fantaisie », faisaient le « régal » des wagnériens eux-mêmes « aux temps héroïques du wagnérisme » — au point d'en faire réaliser des transcriptions pour piano seul,.
À leur tour, deux admirateurs de Chabrier, Erik Satie et Maurice Ravel, lui rendent hommage de manière détournée. Vladimir Jankélévitch recommande de lire avec attention « la parodie sans malice que Ravel, en 1913, écrit à la manière d'Emmanuel Chabrier ». Satie se fait même une spécialité des « parodies et caricatures d'un auteur ou d'une œuvre ». Ainsi, Españaña reprend España dans les Croquis et Agaceries d'un gros bonhomme en bois, en 1913 également.
Les parodies musicales s'en prennent généralement à des œuvres célèbres : le Faust de Gounod, parodié « au second degré » par Ravel — À la manière d'Emmanuel Chabrier se présentant comme une paraphrase sur l'air « Faites-lui mes aveux », du 3e acte — est encore brocardé par Debussy, dans La Boîte à joujoux, et Honegger — la marche funèbre des Mariés de la tour Eiffel reprenant la « Valse » de Gounod…
Plus rarement, un compositeur attaquera l'œuvre et la personne de ses confrères : le danois Rued Langgaard rend un hommage posthume « sarcastique et désespéré » à son compatriote Carl Nielsen, en 1948, dans Carl Nielsen, notre grand compositeur, une pièce de trente-deux mesures pour chœur et orchestre, dont le texte n'est que le titre répété da capo ad infinitum… La même année, il compose une pièce similaire intitulée Res Absurda!? où s'exprime son désarroi de musicien post-romantique et marginalisé devant « l'absurdité » de la musique moderne du XXe siècle. Nicolas Slonimsky cite l'Ode à la discorde du compositeur irlandais Charles Villiers Stanford, créée le 9 juin 1909, comme exemple d'œuvre critiquant sous forme de parodie les tendances modernistes de ses contemporains, pris dans leur ensemble.
Il convient d'ajouter que l'auteur du Lexicon et son commentateur Peter Schickele partageaient ce sens de l'hommage musical ironique, en proposant de subtiles parodies d'œuvres de Wagner — comme Le dernier tango à Bayreuth, pour quatuor de bassons, où le « thème de Tristan » est interprété sur un rythme de tango — et surtout de Bach. Nicolas Slonimsky consacre deux de ses 51 Minitudes à des recompositions autour de la fugue en do mineur BWV 847 du Clavier bien tempéré : le no 47, « Bach in fluid tonality », soumet le sujet de fugue à des modulations toutes les mesures — le no 48, « Bach times 2 equals Debussy », modifie tous les intervalles pour supprimer les demi-tons et aboutir à une pièce en gamme par tons. De son côté, Peter Schickele attribue à un fils imaginaire du Cantor de Leipzig un immense catalogue d'ouvrages fantaisistes, dont un Clavier intempestif (« Short-tempered Clavier ») et un Bricolage à deux-voix (« Two-part contraption ») en référence aux Inventions à deux voix BWV 772-786.

#### Compositeurs critiques
Parmi les musiciens français cités dans le Lexicon, Hector Berlioz est le premier à manier la plume du critique musical en même temps que celle du compositeur, situation qui lui apparaît comme une « fatalité » dans ses Mémoires, et que Gérard Condé invite cependant à prendre, non pas « sous un jour négatif mais comme une conséquence naturelle, à double tranchant, de son éducation littéraire ». L'auteur ne s'affirme jamais qu'« à demi comme compositeur, et s'il est clair, avec le recul, qu'il n'a jamais cessé de plaider sa propre cause, c'était comme le loup de son cher La Fontaine, sous l'habit du berger », ayant à combattre « parmi ses lecteurs ces dilettanti dont il faisait le procès et ces MM. Prudhomme pour qui la musique n'est qu'un bruit plus coûteux que les autres ».

Certains de ses articles sont publiés en volumes, dans Les Grotesques de la musique en 1859, et À travers chants en 1862. Dans le premier de ces ouvrages, Berlioz livre à la réflexion de ses lecteurs sa version d'« un critique modèle » : 

« Un de nos confrères du feuilleton avait pour principe qu'un critique jaloux de conserver son impartialité ne doit jamais voir les pièces dont il est chargé de faire la critique, afin, disait-il, de se soustraire à l'influence du jeu des acteurs. […] Mais ce qui donnait beaucoup d'originalité à la doctrine de notre confrère, c’est qu'il ne lisait pas non plus les ouvrages dont il avait à parler ; d'abord parce qu'en général les pièces nouvelles ne sont pas imprimées, puis encore parce qu'il ne voulait pas subir l'influence du bon ou du mauvais style de l'auteur. Cette incorruptibilité parfaite l'obligeait à composer des récits incroyables des pièces qu’il n'avait ni vues ni lues, et lui faisait émettre de très-piquantes opinions sur la musique qu'il n'avait pas entendue. »

Nicolas Slonimsky rappelle que Leonid Sabaneïev avait publié « in absentia » une critique accablante de la Suite scythe de Prokofiev en 1916, « ignorant que l'œuvre avait été retirée, à la dernière minute, du programme de ce concert où il ne s'était pas rendu. Sabaneïev fut forcé de démissionner, mais refusa de présenter ses excuses au compositeur ». De manière exceptionnelle, Berlioz fait une allusion voilée au critique Paul Scudo, qu'il présente comme « un Jupiter de la critique », un « illustre et consciencieux Aristarque ». Cette pique fut si bien reçue que Scudo se trouva seul à condamner Les Grotesques de la musique parmi une presse très largement favorable.
Au début du XXe siècle, Claude Debussy, Paul Dukas et Florent Schmitt assument le double rôle de compositeur et de critique. Or, si Berlioz se montre « assez bon camarade pour ses confrères », Debussy a bien souvent « la dent aussi dure que la plume » dans ses critiques. La rivalité qui l'oppose à Ravel lui inspire des formules maussades qui rappellent la situation de Berlioz en porte-à-faux face à Wagner. Cependant, l'opinion de Debussy sur les Valses nobles et sentimentales, celle de Berlioz sur l'ouverture de Tristan et Isolde ou les nombreuses critiques adressées entre compositeurs et reprises dans le Lexicon ont toutes les qualités, selon Suzanne Demarquez, d'une « analyse de musicien sachant de quoi il parle. Évidemment, on aime ou on n'aime pas cela ! »

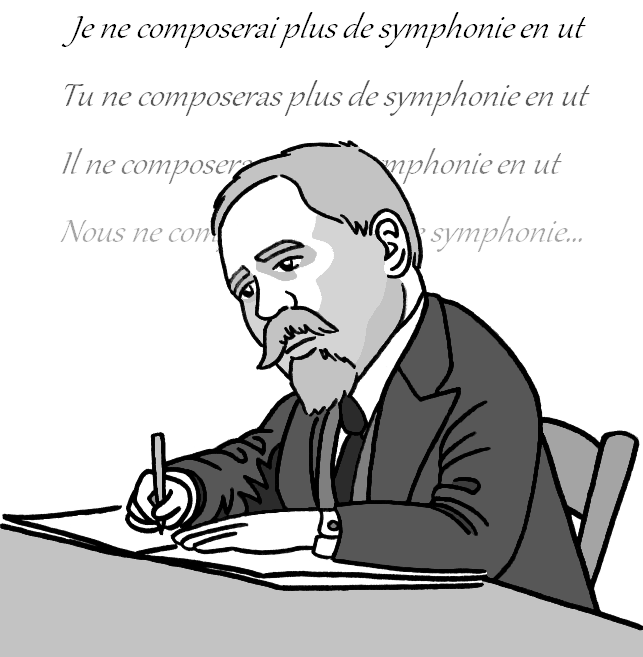
Pourquoi Paul Dukas n'a composé qu'une seule symphonie…

Ainsi, l'opinion de Florent Schmitt, considéré par Slonimsky comme un « éminent compositeur Français » mais un critique ombrageux, acquiert une valeur particulière lorsqu'il rend compte du Concerto pour orchestre de Hindemith en ces termes, le 30 octobre 1930 : 

« À la deuxième audition, ce concerto décidément me déconcerte. À la fois je le hais et je l'aime à la folie. Je l'aime pour sa maîtrise inouïe, sa virtuosité, sa violence. Je le hais pour son insensibilité, mais je crains de l'aimer plus encore que je ne le hais parce qu'il m'est inaccessible. Ce qu'à la rigueur on pourrait faire soi-même n'a pas d'intérêt. »

Le double jeu de compositeur et de critique comporte « inévitablement des risques ». Les chroniqueurs ne manquent pas une occasion de prendre quelque revanche. Ainsi, le Mercure de France éreinte la Symphonie en ut majeur de Dukas : « La symphonie qu'il a fait jouer est une production de critique. C'est comme un long pensum que l'auteur se serait infligé pour prouver aux musiciens dont il décortique les produits que, critique, il ne craint pas de montrer à ceux qu'il juge ce dont il est capable ».

Le compositeur Charles Koechlin, qui ne manquait pas de mettre en garde ses élèves contre « le débinage qui est assez dans les mœurs du Conservatoire, et le snobisme qui caractérise aujourd'hui tels groupements musicaux », reprend volontiers les termes employés par Debussy dans son premier article de critique : 

« […] des impressions sincères et loyalement ressenties, beaucoup plus que de la critique ; celle-ci ressemblant trop souvent à des variations brillantes sur l'air de : « Vous vous êtes trompé parce que vous ne faites pas comme moi », ou bien « Vous avez du talent, moi je n'en ai aucun, ça ne peut pas continuer plus longtemps… » »

— Claude Debussy, La Revue blanche, Paris, 1er avril 1901.

Considérant la critique musicale comme un « supplice chronique des compositeurs », Gilles Macassar et Bernard Mérigaud concluent en citant Maurice Ravel : « Une critique, même perspicace, est d'une nécessité moindre qu'une production, si médiocre soit-elle ».

#### Critique contre critique
Il est rare qu'un critique professionnel attaque un de ses confrères, quoiqu'il emploie les mêmes termes pour accabler des compositeurs dont il désapprouve la musique. Ainsi Olin Downes, considéré comme l'« apôtre de Sibelius » aux États-Unis, qualifie d’ersatz les musiques de Schönberg et Stravinsky. À son tour, Antoine Goléa réduit Sibelius à un « ersatz, à la fois de Mendelssohn et de Bruckner ».

« Ce concerto, la plupart des grands violonistes le jouent, parce qu'il est violonistiquement bien écrit ; à part cela, c'est le vide musical absolu, ne contenant pas la moindre idée musicale digne d'intérêt ; d'une longueur interminable, l'œuvre tourne en rond sur les quatre cordes du violon, en cantilènes creuses et en traits d'une exécution difficile, mais tragiquement conventionnels. Mais cela plaît, et cela a du succès, simplement parce que cela rappelle le Concerto de Brahms à tous ceux qui n’ont pas la moindre idée de la complexité technique et polyphonique de cette œuvre. En composant son concerto, Brahms ne pensait, humblement, qu'à marcher dans les traces de Beethoven, mais en définitive il a fait œuvre profondément originale ; en composant le sien, Sibelius n'a probablement pensé à rien du tout et s'est laissé entraîner tout naturellement dans le ronron mélodique, harmonique et virtuose d'un siècle, le XIXème, dont il n'était, au XXème — le concerto est de 1906 — qu'une sorte de photocopie sans nerf et sans vie. »

Considérant ces jugements croisés autour de Sibelius, Alex Ross suggère que Nicolas Slonimsky aurait dû compléter son Lexicon of Musical Invective par un « Lexicon of Musical Condescension [Lexique de condescendance musicale], réunissant des articles et essais d'esprit supérieur où des chefs-d'œuvre du répertoire contemporain seraient rejetés comme kitch, ».

Les musicologues professionnels critiquent rarement leurs confrères — du moins dans leurs articles : un auteur attentif et railleur comme Paul Léautaud rapporte l'anecdote suivante dans Passe-temps : 

« Le critique musical Louis L… (Louis Laloy) venait de publier chez Laurens un volume dans la collection des Grands musiciens. « J'en suis assez content, dit-il. Ces travaux sont intéressants. L'ennui, c'est d'être dans une collection dans laquelle il y a des imbéciles comme Camille B… (Camille Bellaigue) » L… (Léautaud) lui dit : Camille B… en dit peut-être autant de son côté. « La collection est intéressante. L'ennui, c'est de se trouver dans la société d'imbéciles comme Louis L… »

Pour se lancer dans une critique de la critique musicale, il fallait unir des dons d'écrivain et de journaliste — mieux encore, de polémiste — à une certaine ouverture d'esprit et une « exceptionnelle faculté d'émotion », qualités qui se rencontrent en Octave Mirbeau. Critique littéraire et critique d'art, abordant plus rarement les comptes-rendus de concerts, pourfendeur des « compositeurs à œillères » — dont Saint-Saëns, Gounod et Massenet — mais défenseur de compositeurs méconnus de leurs contemporains, comme Franck et Debussy, Mirbeau n'hésite pas à pourfendre encore les critiques et musicologues de son temps, ses chroniques provoquant souvent un scandale dans la presse et dans l'opinion.
Dans « Ce que l'on écrit » (Le Journal, 17 janvier 1897), l'auteur du Journal d'une femme de chambre renverse les rôles et prend la place des critiques s'adressant à lui :

« Alors, puisque, de votre propre aveu, vous n'entendez rien à la musique, pourquoi en parlez-vous ? Baudelaire aussi avait cette manie. Et ce qu'il a dit de bêtises, d'âneries, non, c'est tordant ! Il avait également la manie de parler de peinture… Est-ce qu'il était peintre ? Laissez-nous rire, laissez-nous pouffer de rire !… Or, vous n'êtes même pas Baudelaire… vous n'êtes rien du tout… Et vous vous permettez d'avoir, sur la musique de tel et tel, une opinion !

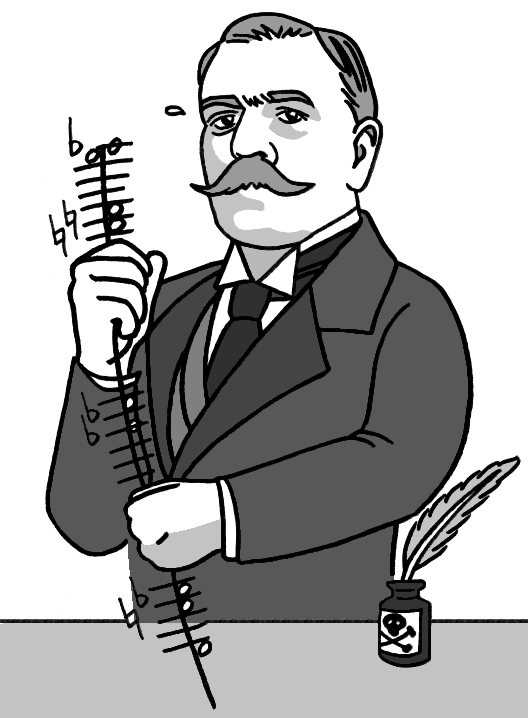
Mirbeau, redresseur de désaccords…

Des choses dont vous ignorez le premier mot et que nous ne sommes pas bien sûrs de connaître, nous dont c'est le métier, pourtant, de les connaître, auraient la puissance de vous émouvoir ? C'est scandaleux, et vous dépassez les bornes de l'audace !… Ah ! vous prétendez pleurer, ressentir des frissons, des secousses, de l'enthousiasme, à de certaines œuvres musicales et vous ne savez même pas si vos larmes, vos frissons et vos enthousiasmes sont en ré majeur, ou en ré mineur !… Voilà une étrange imposture ! Nous, monsieur, nous les critiques musicaux, nous étudions César Franck depuis plus de vingt ans, et nous n'y comprenons rien, rien, rien !… Est-ce clair, cela ?… Et vous voulez nous faire croire que vous y comprenez quelque chose ? À d'autres !…
Et nous vous disons encore ceci : « Comment, depuis des années et des années nous clamons, nous crions au public, dont nous nous sommes constitués les éducateurs : Gounod ! Gounod !… Il n'y a que Gounod !… C'est le seul génie ! » Et, maintenant, il faudrait que nous lui disions, à ce public : « Eh bien ! nous nous sommes trompés… Gounod n'avait pas de génie. C'est César Franck qui en avait, César Franck que nous avons nié, vilipendé ou simplement tué de notre silence obstiné et compétent ! » Franchement, de quoi aurions-nous l'air ?…
Il ne s'agit pas d'être justes et, au fond, nous nous moquons de Gounod — bien que sa vulgarité nous réjouisse et que nous nous mirions dans la pauvreté de son inspiration ; — nous nous moquons de César Franck aussi… nous nous moquons de toute la musique… Mais le public, monsieur, le public !… Est-ce qu'il n'aurait pas le droit de nous reprocher notre stupidité ?… Et qu'arriverait-il — avez-vous songé à cette catastrophe ? — s'il lui venait, un jour, à l'esprit l'effroyable et inconcevable idée de douter de nos compétences ? »

— Octave Mirbeau, Chroniques musicales.

Sur ce dernier point encore, Peter Schickele émet une objection, considérant qu'en lisant le Lexicon, « l'amusement le plus bas — délicieux, sans doute, mais définitivement bas — consiste à se réjouir avec mauvais esprit sur une prophétie non réalisée : fallait-il être bête pour penser que Rigoletto n'avait pratiquement aucune chance de se maintenir au répertoire ? » Surtout, il jette un jour nouveau sur ce rôle impossible à tenir : 

« Les critiques musicaux n'ont pas pour mission de prédire l'avenir d'un art dont ils suivent, tant bien que mal, le développement chez leurs contemporains. Ce défaut tient à la nature même de la musique. En effet, l'achat d'une partition, même d'un autographe, ne saurait représenter un investissement aussi rentable que celui d'une toile de maître, d'une sculpture ou de toute œuvre d'arts plastiques. »

Dans son analyse du Lexicon of Musical Invective, Jacques Barzun considère cette incompréhension de la critique musicale comme « inévitable. Nous retomberons dans ce travers lorsqu'une musique vraiment nouvelle s'imposera à nos oreilles. Le seul moyen d'y échapper serait de renoncer à la critique ».

## Postérité

### Nostalgies d'avant-garde

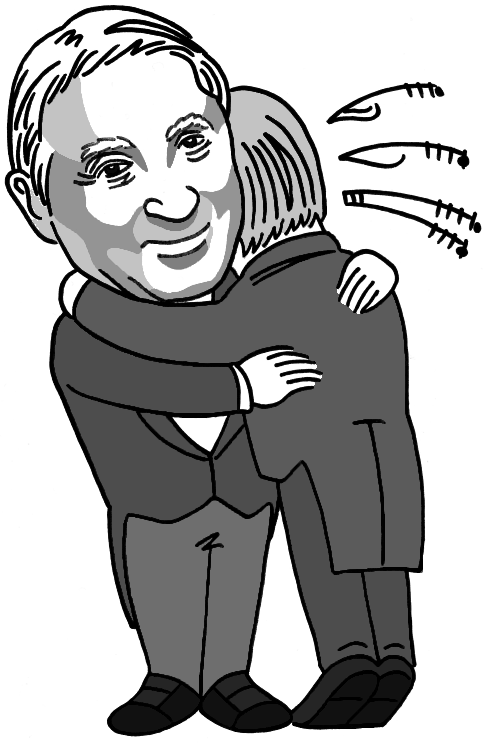
Nicolas Slonimsky consolateur.

L'ouvrage rencontre un succès immédiat aux États-Unis, où il est considéré comme « un classique humoristique de la littérature d'anecdotes » en musique classique. Malgré sa « remarquable influence sur le monde musical, au-delà de l'insulte », Nicolas Slonimsky est devenu « l'auteur du Lexicon of Musical Invective », au point d'envisager de donner à son autobiographie le titre Muses and Lexicons. Dans ce texte, finalement intitulé Perfect Pitch (en référence à l'oreille absolue), il témoigne ainsi :

« La galerie de compositeurs, célèbres ou méconnus, que je connais personnellement est vaste et dérangeante. Je suis devenu une sorte de mur des Lamentations pour nombre d'entre eux ; mon épaule gauche a été arrosée de leurs larmes, saturées du sel — et du soufre, parfois — de leur indignation envers un monde insensible. »

Cette insensibilité du public éclaire le choix de la date de fin du Lexicon of Musical Invective, qui paraît d'abord lié à sa date de publication. En effet, pour la réédition de l'ouvrage, en 1965, Nicolas Slonimsky se contente d'ajouter quelques articles sur des compositeurs déjà représentés. Peter Schickele estime cependant que, « rétrospectivement, cette date se révèle parfaitement appropriée : en quelques années, au milieu du XXe siècle, l'ère des compositeurs de musique classique importants et célèbres a pris fin ».
Pour les compositeurs actuels, la lecture de l'ouvrage acquiert une valeur inattendue. John Adams déclare, dans son autobiographie : « Béni soit Nicolas Slonimsky pour avoir catalogué la violente réaction du public ou de la critique attaquant, depuis si longtemps, un grand maître après l'autre, dans son amusant Lexicon of Musical Invective, si profondément consolateur pour les compositeurs ! »
En 2023, le musicologue américain Richard Taruskin présente encore le Lexicon comme un « grand classique », et « le plus dense concentré d'autoflagellation préventive jamais administré pour immuniser la nouveauté contre une critique hostile ».
Robin Wallace précise encore l'influence de l'ouvrage dans le cadre des concerts, notamment pour la radio : « C'est devenu un procédé, pour les présentateurs de programme de concert, de citer d'anciennes critiques défavorables envers des chefs-d'œuvre reconnus, pour montrer au public actuel combien notre compréhension de la musique a évolué ».
Peter Schickele observe enfin que l'on trouve de tels exemples d'erreurs de jugement « colossales » en dehors de la musique classique, reprenant les termes d'un producteur de label de disques anglais qui avait refusé d'entendre quatre nouveaux venus nommés The Beatles, sous le prétexte que « les groupes, c'est fini » (Groups are out).

### Dissonances et résolutions
Dans son Prélude au Lexicon, Nicolas Slonimsky fait une proposition, basée sur son expérience personnelle de chef d'orchestre et de musicologue, pour évaluer le temps nécessaire à l'« acceptation par le public et les critiques d'une musique qui ne leur est pas familière » : 

« Il faut compter à peu près vingt ans pour changer en curiosité artistique ce qui passait pour une monstruosité moderniste, et encore vingt ans pour l'élever au rang de chef-d'œuvre. »

La carrière du Sacre du printemps illustre parfaitement cette « loi des quarante ans d'attente » (Law of a forty-year lag). L'auteur cite le témoignage du chef d'orchestre Pierre Monteux, après une audition triomphale de l'œuvre de Stravinsky à Paris, le 8 mai 1952, trente-neuf ans après la création du ballet en 1913, déjà sous sa direction : le public aurait fait « autant de bruit que la dernière fois, mais dans une tonalité bien différente ! »
Cette question ouverte autour du temps nécessaire pour qu'un chef-d'œuvre de musique « classique » — mais radicalement nouvelle — soit reconnu à sa juste valeur porte le nom de « conjecture de Slonimsky » pour les musicologues anglophones,. Certains vont jusqu'à considérer que la proposition de Slonimsky « n'est pas une conjecture : c'est de l'Histoire ». Guy Sacre cite Beethoven, à propos du public musical, « Cela leur plaira un jour : on connaît ce mot méprisant, jeté du bout des lèvres ».
Peter Schickele va plus loin encore, en faisant observer que le manque de familiarisation avec un morceau de musique ne constitue pas l'unique raison de ne pas l'aimer : le contraire est également vrai, si même il n'est pas plus fréquent. Ainsi, « un air qui ne nous quitte plus, comme celui de Strangers in the night (une de mes bêtes noires, à cet égard) est au moins aussi exaspérant qu'un concert de dissonances ».
Dans le cas de compositeurs dont les œuvres sont souvent programmées, l'opinion négative de critiques reconnus ou d'amateurs de musique parfaitement compétents ne s'explique pas autrement que par une forme de « sursaut contre l'habitude ». Peter Schickele cite une plaisanterie selon laquelle le Bruckner Expressway, qui traverse le Sud du Bronx, à New York, serait nommé en hommage à Anton Bruckner parce qu'il est « long, ennuyeux, et qu'il ne va nulle part ». Il s'agit alors d'un « manque d'appréciation qui a survécu à la familiarisation ».

Le problème posé par Slonimsky et Schickele se présente alors ainsi : l'œuvre d'un compositeur « classique » peut-elle encore provoquer la surprise, au point de s'attirer les foudres des critiques musicaux, répondant au souhait de Debussy qui déclarait « en vérité, le jour lointain — il faut espérer que ce sera le plus tard possible — où je ne susciterai plus de querelles, je me le reprocherai amèrement » ? Antoine Goléa y répond par l'affirmative et point par point, en 1977, à propos d'un des plus anciens compositeurs cités dans le Lexicon, immédiatement après Beethoven : 

« À cet égard, Berlioz représente un cas unique : c'est le musicien devant lequel la critique réactionnaire n'a jamais déposé les armes, comme ses représentants successifs le font généralement, le temps passant, devant ceux qu'elle a d'abord couverts de sa bave. Si on y regarde de près, cela est très compréhensible : dans ses œuvres majeures, Berlioz n'a jamais acquis cette fameuse patine du temps qui fait finalement paraître classiques les œuvres les plus révolutionnaires à l'origine. Toute bonne exécution de la Symphonie fantastique montre aujourd'hui encore cette œuvre dans son éternelle jeunesse, non seulement sans une ride, mais tout aussi nouvelle, tout aussi inconfortable pour les esprits qui ne cherchent dans la musique que leur confort et leur repos. »

### Un ouvrage de référence

#### Aux États-Unis

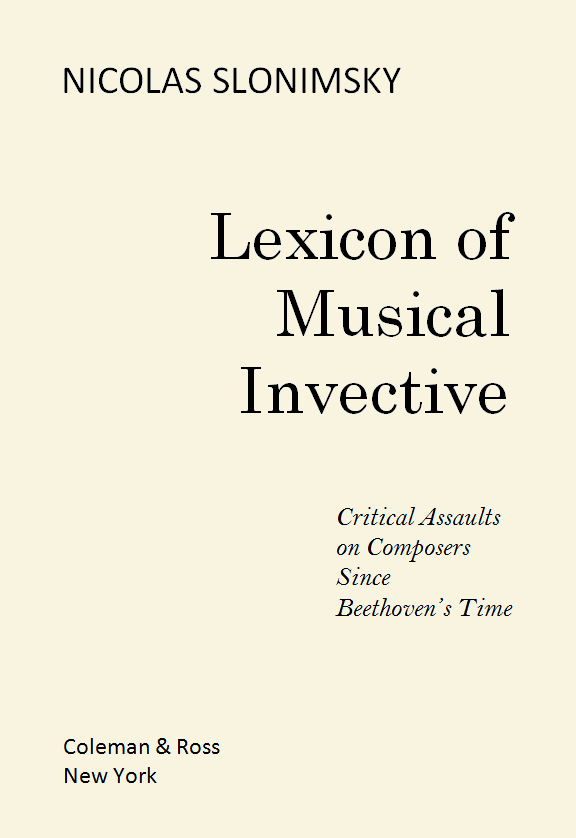
Page de titre de l'édition originale du Lexicon of Musical Invective (1953).

Aux États-Unis et dans le monde anglophone, le Lexicon of Musical Invective est considéré comme un ouvrage de référence de première importance,, toujours étudié, cité et commenté. Une compilation de textes de recherche musicologique (le Sourcebook for research in music, paru en 2005) lui accorde même une place à part dans son système de références. Une analyse littéraire du Docteur Faustus de Thomas Mann explique l'isolement artistique du héros compositeur, Adrian Leverkühn, à partir des arguments présentés par Nicolas Slonimsky.
La notoriété acquise par Nicolas Slonimsky lui attire des éloges d'Eric Blom dans sa préface à l'édition de 1954 du Grove Dictionary of Music and Musicians, et lui permet d'accéder au poste de rédacteur en chef du Baker's Biographical Dictionary of Musicians, dont il va reprendre les articles biographiques pour une nouvelle édition en 1958.
Dans le domaine de la musique classique elle-même, Henry Cowell retient les deux poèmes cités dans le Lexicon contre Wagner et Stravinsky pour les mettre en musique « avec un sens bien approprié de la parodie ».
Les thèses de l'ouvrage sont reprises aujourd'hui dans le domaine de la musique populaire, pop et rock. En 2013, dans un ouvrage intitulé Bad Music : The music we love to hate, Simon Frith rend hommage à l'« éternel attrait » (« everlasting appeal ») du Lexicon of Musical Invective. Suivant ce modèle, le critique britannique compare le scandale provoqué par le concert de Bob Dylan au Free Trade Hall de Manchester à celui du Sacre du Printemps — pour « le public le plus en colère de toute l'histoire du rock » en 1966 — et mentionne des compilations des Pires disques jamais réalisés (« Worst records ever made ») dont les critères de sélection reprennent ceux des critiques analysées par Nicolas Slonimsky.
Donnant également raison à Peter Schickele, Simon Frith donne un aperçu des disques entendus trop souvent (dont les « tubes de l'été » et les albums de Noël) ainsi que des disques opportunistes (ceux produits et mis en vente après les attentats du 11 septembre 2001, notamment). Pour la seconde moitié du XXe siècle, les musicologues font encore observer que « les différents rôles des critiques et des producteurs sont plus accusés que jamais, dans le monde particulièrement compétitif de la culture pop et de la télévision ».

#### Traductions et inspirations
Dans le but de « préserver la valeur documentaire des articles cités », le Lexicon of Musical Invective est un ouvrage composé en anglais, où « les comptes-rendus rédigés en français et en allemand sont présentés sous leur forme originale, suivis d'une traduction en anglais ». Cependant, les documents russes sont cités directement en anglais dans l'ouvrage, sans les textes originaux en cyrillique.
Le poète et musicien argentin Mariano Peyrou en a donné une traduction en espagnol, parue en 2016 sous le titre Repertorio de vituperios musicales.

La même année est publiée une anthologie allemande intitulée Verdikte über Musik 1950–2000 (« Verdicts sur la Musique de 1950 à 2000 ») dont le principe de composition est inspiré par l'ouvrage de Nicolas Slonimsky, au point d'en reprendre la présentation avec un « index des verdicts » par mots clefs. Les dates précisées dans le titre suggèrent que les critiques retenues s'adressent à des musiciens plus récents que ceux du Lexicon — d'inspiration classique comme Beat Furrer, jazz comme Oscar Peterson, électroacoustique comme Dieter Kaufmann, pop comme Tom Jones ou hard rock comme Alice Cooper…

#### En France
En 1961, Marc Pincherle recommande aux critiques musicaux l'« arsenal tout préparé, flambant neuf, que met à [leur] disposition le Lexicon of Musical Invective compilé par Nicolas Slonimsky ». Dans sa monographie consacrée à Berlioz, en 1968, le compositeur et musicologue Claude Ballif le mentionne également, à l'attention de « ceux qu'intéresse ce genre de littérature ». En 1987, dans un article sur « Debussy et le sentiment de la mer », Christian Goubault considère le Lexicon comme un ouvrage « excellent, mais rude — rude pour les critiques ».
En 2006, le Lexicon of Musical Invective sert de référence dans une analyse plus étendue des techniques de l'invective.
Le Dictionnaire de la bêtise et des erreurs de jugement de Guy Bechtel et Jean-Claude Carrière, publié en 1965, puise dans le Lexicon l'essentiel des « erreurs de jugement » relevant du domaine de la musique classique, soit en reprenant les mêmes articles parus dans la presse, soit en le citant directement comme ouvrage de référence. À la différence de Nicolas Slonimsky, les auteurs font précéder chaque critique de quelques mots de présentation, qui reprennent certaines clefs de lecture du Lexicon : la musique de Beethoven est « un vrai zoo », Berlioz « manque de technique », Brahms « s'est trompé de métier : il aurait dû être mathématicien ». Debussy est « discret, mais bien désagréable », Liszt est « méprisé dans les grandes capitales… et dans les provinces ». S'ils font remonter les critiques jusqu'à Mozart, leur démarche est proche de celle de Nicolas Slonimsky : « Voilà trop longtemps qu'on nous présente toutes les sortes de beautés en nous refusant du même coup le meilleur moyen de les apprécier ».

### Ouvrages de Nicolas Slonimsky

#### Éditions duLexicon of Musical Invective
- (en) Nicolas Slonimsky, Lexicon of Musical Invective : Critical assaults on composers since Beethoven's time, New York, W. W. Norton & Company, 1953 (réimpr. 2000), 325 p. (ISBN 978-0-393-32009-1).

- (es) Nicolas Slonimsky (trad. de l'anglais par Mariano Peyrou), Repertorio de vituperios musicales : Crítica despiadada contra los grandes compositores desde Beethoven, Madrid, Taurus Ediciones, S.A., 2016, 343 p. (ISBN 978-84-306-1770-8).

#### Autobiographie et musicologie
- (en) Nicolas Slonimsky, Perfect Pitch : A Life Story, New York, Oxford University Press, 1988, 263 p. (ISBN 0-19-315155-3).
- (en) Nicolas Slonimsky, Slonimsky's Book of Musical Anecdotes, New York, Routledge, 1948 (réimpr. 2002), 305 p. (ISBN 0-415-93938-0).

### Autres ouvrages cités

#### Articles consacrés auLexicon of Musical Invective
- (en) Jacques Barzun, « Lexicon of Musical Invective : Critical Assaults on Composers Since Beethoven's Time by Nicolas Slonimsky », Music Library Association Notes 10, no 4, Aspen,‎ septembre 1953, p. 620-621

#### Autour duLexicon of Musical Invective
- (en) John Adams, Hallelujah Junction : Composing an American Life, New York, Faber and Faber, 2011, 318 p. (ISBN 978-0-571-26089-8).
- (en) Arved Mark Ashby, The pleasure of modernist music : Listening, meaning, intention, ideology, Eastman studies in music vol.29, New York, Boydell & Brewer, 2004, 404 p. (ISBN 1-58046-143-3, ISSN 1071-9989).
- Guy Bechtel et Jean-Claude Carrière, Dictionnaire de la bêtise, Paris, Éditions Robert Laffont, coll. « Bouquins », 1965, 506 p. (ISBN 2-221-14579-8).
- (en) Collectif, Contemporary Music and Audiences : La musique contemporaine et le public, Centre musical canadien, 1969, 77 p.
- (en) Phillip Crabtree et Donald H. Foster, Sourcebook for research in music, Indiana University Press, 2005, 382 p. (ISBN 0-253-21780-6).
- (en) Fernand Drijkoningen et Dick Gevers, Anarchia, Rodopi, coll. « Avant garde » (no 3), 1989, 123 p. (ISBN 90-5183-114-5, ISSN 0921-2515).
- (en) Simon Frith, Christopher J. Washburne (éd.) et Maiken Derno (éd.), Bad Music : The Music we love to hate, New York, Routledge, 2013, 288 p. (ISBN 978-1-135-94683-8 et 1-135-94683-3), p. 15-38.
- (de) Friedrich Geiger, Verdikte über Musik 1950–2000 : Eine Dokumentation, Stuttgart, Springer Verlag, 2016, 318 p. (ISBN 978-3-476-00146-7).
- (en) Maurice Hinson et Wesley Roberts, Guide to the Pianist's Repertoire, Indianapolis, Indiana University Press, 2013, 1216 p. (ISBN 978-0-253-01023-0).
- (en) Vernon Alfred Howard, Charm and Speed : Virtuosity in the Performing Arts, New York, Peter Lang, 2008, 167 p. (ISBN 978-1-4331-0217-2 et 1-4331-0217-X).
- (en) Douglas Kahn, Noise, Water, Meat : A History of Sound in the Arts, Cambridge, MIT Press, 1999, 455 p. (ISBN 0-262-11243-4).
- (en) Peter Kivy, The Possessor and the Possessed : Handel, Mozart, Beethoven, and the Idea of Musical Genius, New York, Yale University Press, 2001, 287 p. (ISBN 978-0-300-08758-1).
- (en) Hans Lenneberg, Witnesses and Scholars : Studies in musical biography, Musicology Series vol.5, New York, Taylor & Francis, 1988, 223 p. (ISBN 2-88124-210-3, ISSN 0275-5866).
- (en) Lisa Noelle Mullinger (Thèse de doctorat), Nicolas Slonimsky’s Role in the Musical Modernism of the Early Twentieth Century, Lawrence, University of Kansas, 2013, 112 p. (lire en ligne).
- (en) W. Anthony Sheppard, Extreme Exoticism : Japan in the American Musical Imagination, Oxford University Press, 2019, 608 p. (ISBN 978-0-19-007272-8).
- (en) Erich Welling, A Marriage of Philosophy and Music : A Pianist's View, New York, Strategic Book Publishing Rights Agency, 2014, 918 p. (ISBN 978-1-62857-411-1).
- (en) John Winsor, Breaking the Sound Barrier : An Argument for Mainstream Literary Music, iUniverse, 2002, 244 p. (ISBN 0-595-24998-1).
- (en) Electra Yourke, Dear Dorothy : Letters from Nicolas Slonimsky to Dorothy Adlow, New York, University of Rochester, 2012, 328 p. (ISBN 978-1-58046-395-9).

#### Ouvrages généraux
- Hector Berlioz, Les Grotesques de la musique, Paris, Symétrie, coll. « Palazetto Bru Zane », 2011, 252 p. (ISBN 978-2-914373-77-7), annotés par Guy Sacre
  - Gérard Condé, « Préface », p. 5-20
- Hector Berlioz, Mémoires, Paris, Flammarion, coll. « Harmoniques », 1991 (ISBN 978-2-7000-2102-8), présentés par Pierre Citron.
- Claude Debussy, Monsieur Croche, antidilettante, Paris, Gallimard, coll. « L'Imaginaire », 1987, 362 p. (ISBN 2-07-071107-2, lire en ligne)Articles rassemblés de 1901 à 1917.
- Antoine Goléa, La musique, de la nuit des temps aux aurores nouvelles, Paris, Alphonse Leduc et Cie, 1977, 954 p. (ISBN 2-85689-001-6)
- Paul Léautaud, Passe-temps, suivi de Passe-temps II, Paris, Mercure de France, 1928 (réimpr. 1964), 440 p. (ISBN 2-7152-1431-6)
- Octave Mirbeau, Chroniques musicales, Anglet, Séguier Archimbaud, 2001, 255 p. (ISBN 978-2-84049-270-2)
- Edgar Allan Poe (trad. Charles Baudelaire), Œuvres complètes, Paris, Gallimard, coll. « La Pléiade », 1932 (réimpr. 1994), 1165 p. (ISBN 2-07-010454-0), édition présentée et annotée par Y.-G. Le Dantec.
- Guy Sacre, La musique pour piano : dictionnaire des compositeurs et des œuvres, vol. I (A-I), Paris, Robert Laffont, coll. « Bouquins », 1998, 1495 p. (ISBN 978-2-221-05017-0)
- Gustave Samazeuilh, Musiciens de mon temps : Chroniques et souvenirs, Paris, Éditions Marcel Daubin, 1947, 430 p.
- Jean de Serré de Rieux, Poème sur la musique, Paris, 1714, 24 p. (lire en ligne)
- Marc Vignal, Mahler, Paris, Le Seuil, 1995, 189 p. (ISBN 2-02-025671-1)
- (de) Richard Wagner, Das Judenthum in der Musik, Imprimerie de J. Sannes, 1869

#### Monographies autour duLexicon of Musical Invective
- Claude Ballif, Berlioz, Paris, Éditions du Seuil, coll. « Solfèges », 1968 (réimpr. 1990), 187 p. (ISBN 2-02-000249-3).
- (en) Nicholas Cook, Music, Performance, Meaning, Taylor & Francis, 2017, 384 p. (ISBN 978-1-351-55705-4).
- (en) Lily E. Hirsch, Insulting Music : A Lexicon of Insult in Music, Palgrave Macmillan, 2022, 213 p. (ISBN 978-3-03-116466-8).
- (en) Peter Kivy, Authenticities : Philosophical reflections on musical performance, Cornell University Press, 2018, 320 p. (ISBN 978-1-501-73163-1).
- (en) William Rhea Meredith, Wayne M. Senner et Robin Wallace, The Critical Reception of Beethoven's Compositions by His German Contemporaries : « Beethoven's critics : An Appreciation », vol. 2, University of Nebraska Press, 2001, 289 p. (ISBN 0-8032-1251-8), p. 1-13.
- (en) Vivian Perlis, Charles Ives remembered : An Oral History, New Haven, Yale University Press, 1974, 237 p. (ISBN 0-252-07078-X).
- (en) Tammy Ravas, Peter Schickele : A Bio-bibliography, New Haven, Greenwood Publishing Group, coll. « Bio-bibliographies in music » (no 92), 2004, 229 p. (ISBN 0-313-32070-5, ISSN 0742-6968).
- (en) Alex Ross, The Rest is Noise : Listening to the Twentieth Century, Farrar, Straus and Giroux, 2007, 640 p. (ISBN 978-1-429-93288-2).
- (en) Barry Singer, Ever After : Forty Years of Musical Theater and Beyond 1977–2020, Applause, 2021, 424 p..
- (en) Richard Taruskin, Musical Lives and Times examined : Keynotes and Clippings, 2006–2019, University of California Press, 2023, 576 p. (ISBN 978-0-52-039202-1).
- (en) Judith Tick, Ruth Crawford Seeger : A composer's search for American music, New Haven, Oxford University Press, 1997, 488 p. (ISBN 0-19-535019-7).
- (en) Robin Wallace, Beethoven's Critics : Aesthetic Dilemmas and Resolutions During the Composer's Lifetime, Cambridge University Press, 1986, 505 p. (ISBN 0-521-38634-9).

#### Autres monographies citées
- Aude Caillet, Charles Koechlin : L'Art de la liberté, Anglet, Éditions Séguier, coll. « Carré Musique », 2001, 214 p. (ISBN 2-84049-255-5)
- Edgard Varèse, Georges Charbonnier et Harry Halbreich, Entretiens avec Edgard Varèse (1955), suivis d'une étude de son œuvre par Harry Halbreich, Paris, Éditions Belfond, 1970, 169 p.
- Pierre Citron, Bartok, Paris, Éditions du Seuil, coll. « Solfèges », 1963, rééd. 1994, 222 p. (ISBN 978-2-02-018417-5 et 2-02-018417-6)
- Suzanne Demarquez, Hector Berlioz, Paris, Éditions Seghers, coll. « Musiciens de tous les temps », 1969
- (de) Wolfgang Dömling, Hector Berlioz und seine Zeit, Berlin, Laaber-Verlag, coll. « Grosse Komponisten und ihre Zeit », 1986, 360 p. (ISBN 3-921518-90-3)
- (en) Glenda Dawn Goss, The Sibelius companion, Westport, CT, Greenwood Publishing Group, 1996, 449 p. (ISBN 0-313-28393-1)
- Vladimir Jankélévitch, Ravel, Paris, Éditions du Seuil, coll. « Solfèges », 1956 (réimpr. 1995), 224 p. (ISBN 2-02-023490-4)
- Henry-Louis de La Grange, Cahier Berlioz, no 77 : « Mahler et Berlioz : du roman musical au chant des sphères », Paris, L'Herne, 2003, 396 p. (ISBN 2-85197-090-9), p. 280-297
- Edward Lockspeiser et Harry Halbreich, Claude Debussy, Paris, Éditions Fayard, 1980, 823 p. (ISBN 2-213-00921-X)
- Gilles Macassar et Bernard Mérigaud, Claude Debussy : Le plaisir et la passion, Paris, Éditions Gallimard, coll. « Découvertes », 1992, 168 p. (ISBN 2-07-053224-0)

- Madeleine Marceron, Florent Schmitt, Paris, Ventadour, coll. « Paroles sans musique », 1959, 48 p.
- Jean-Michel Nectoux, Fauré, Paris, Éditions du Seuil, coll. « Solfèges », 1972 (réimpr. 1995), 256 p. (ISBN 2-02-023488-2, OCLC 896791)
- Anne Rey, Satie, Paris, Éditions du Seuil, coll. « Solfèges », 1974, rééd. 1995, 192 p. (ISBN 978-2-02-023487-0 et 2-02-023487-4)
- Odile Vivier, Varèse, Paris, Éditions du Seuil, coll. « Solfèges », 1987, 192 p. (ISBN 2-02-000254-X)
- Ornella Volta, Satie/Cocteau : les malentendus d'une entente, Paris, Le Castor astral, 1993, 176 p. (ISBN 2-85920-208-0)